# Relações entre França e Japão (século XIX)
O desenvolvimento das relações França–Japão no século XIX coincidiu com a abertura do Japão para o mundo Ocidental, após dois séculos de isolamento sob o sistema "Sakoku" e a política expacionista francesa na Ásia. Os dois países se tornaram  parceiros militares, económicos, jurídicos e artísticos muito importantes a partir da segunda metade do século XIX. O Bakufu modernizou o seu exército com a ajuda da França por meio de missões militares (nesse processo se destaca o militar francês Jules Brunet), e o Japão, mais tarde, invocado França para vários aspectos de seu processo de modernização, nomeadamente, o desenvolvimento de uma indústria de construção naval durante os primeiros anos da Marinha Imperial Japonesa (destacasse o engenheiro naval francês Emile Bertin), e o desenvolvimento de um código Legal. A França também deriva parte de sua moderna inspiração artística da arte Japonesa, essencialmente através do Japonismo e sua influência sobre o Impressionismo e quase completamente invocado para a próspera indústria da seda japonesa.

## Contexto

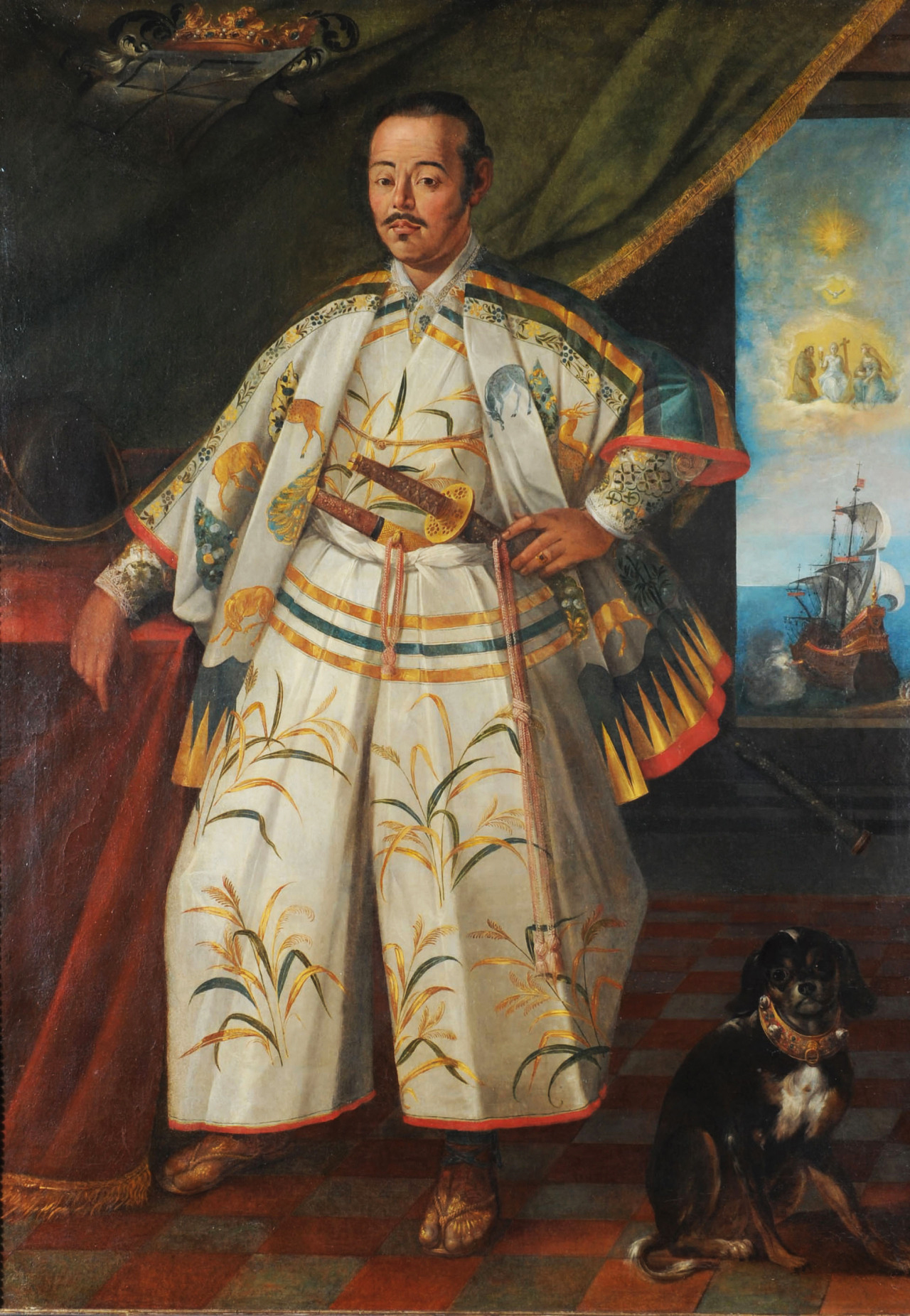
Hasekura Tsunenaga iniciada relações França-Japão, em 1615.

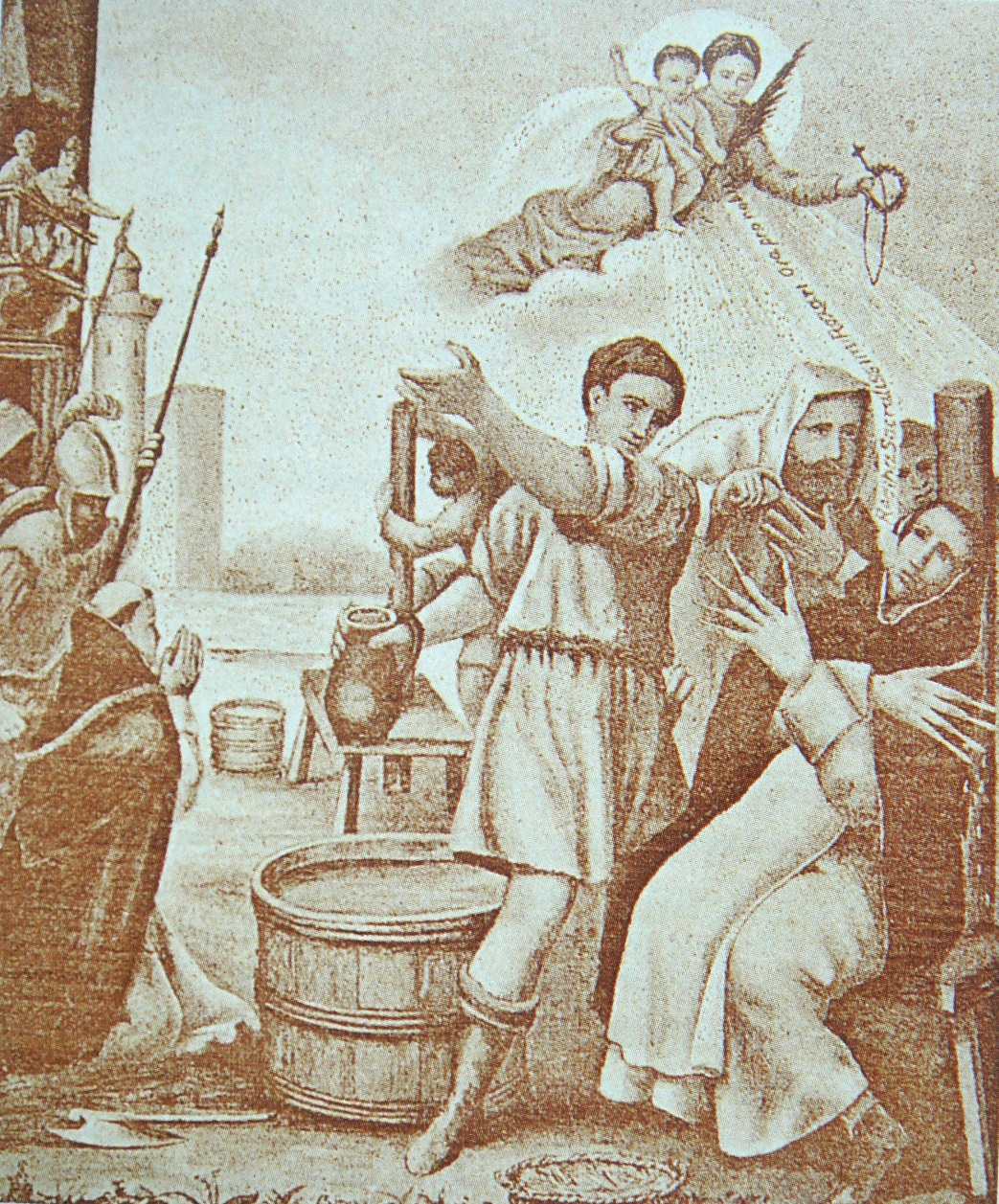
O martírio do dominicano francês Guillaume Courtet, em Nagasaki, 1637.

O Japão tinha tido vários contatos com o Ocidente durante o período Nanban na segunda metade do século XVI e início do século XVII. Durante esse período, os primeiros contatos entre os franceses e o Japoneses ocorreu quando o samurai Hasekura Tsunenaga desembarcou no sul da cidade francesa de Saint-Tropez, em 1615. Francisco Caron, filho de francês Huguenote refugiado para os países baixos, entrou na Companhia holandesa da Índia Oriental, e se tornou a primeira pessoa de origem francesa a pôr o pé no Japão, em 1619. Ele permaneceu no Japão por 20 anos, onde ele se tornou Diretor da empresa.
Este período de contato terminou com a perseguição da fé Cristã no Japão, levando a uma quase total fechamento do país para estrangeiros. Em 1636, Guillaume Courtet, um sacerdote dominicano francês, que em 1613 penetrou no Japão, clandestinamente,  contra a interdição do Cristianismo. Ele foi preso, torturado e morreu em Nagasaki em 29 de setembro de 1637.

## A Difusão do Aprendizado Francês Para o Japão

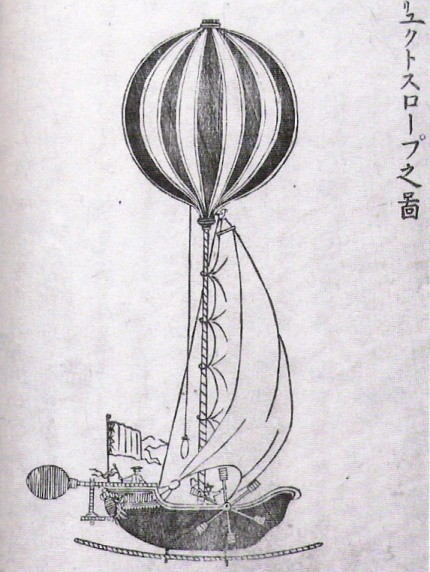
Desenho de um Balão de Western de ar quente, de 1787.

Durante o período de auto-imposto de isolamento (Sakoku), o Japão adquiriu uma quantidade enorme de conhecimento científico do Ocidente, através do processo de Rangaku, no século XVIII e, especialmente, no século XIX. Normalmente, os comerciantes holandeses em Dejima, um distrito de comércio portuário de Nagasaki, traziam para o Japão alguns dos mais recentes livros sobre ciências Ocidentais, o que seria analisado e traduzido pelos Japoneses. Hà crença generalizada de que o Japão teve um início precoce para a industrialização através deste meio. O conhecimento científico francês foi transmitido para o Japão através deste meio.
O primeiro voo de um balão de ar quente pelos irmãos Montgolfier, na França, em 1783, foi relatado em menos de quatro anos pelos holandeses em Dejima, e publicado em 1787 no livro Palavras do holandês. A nova tecnologia foi demonstrada em 1805, quase vinte anos mais tarde, quando o Suíço Johann Caspar Horner e o Prussiano Georg Heinrich von Langsdorff, dois cientistas da missão Krusenstern, que trouxe também o embaixador russo Nikolai Rezanov para o Japão, fez um balão de ar quente a parti do papel Japonês (washi), e fez uma manifestação em frente de cerca de 30 delegados Japoneses. Os balões de ar Quente permaneceram na curiosidade, tornando-se objeto de inúmeras experiências e representações populares, até o desenvolvimento de usos militares durante o início da era Meiji.

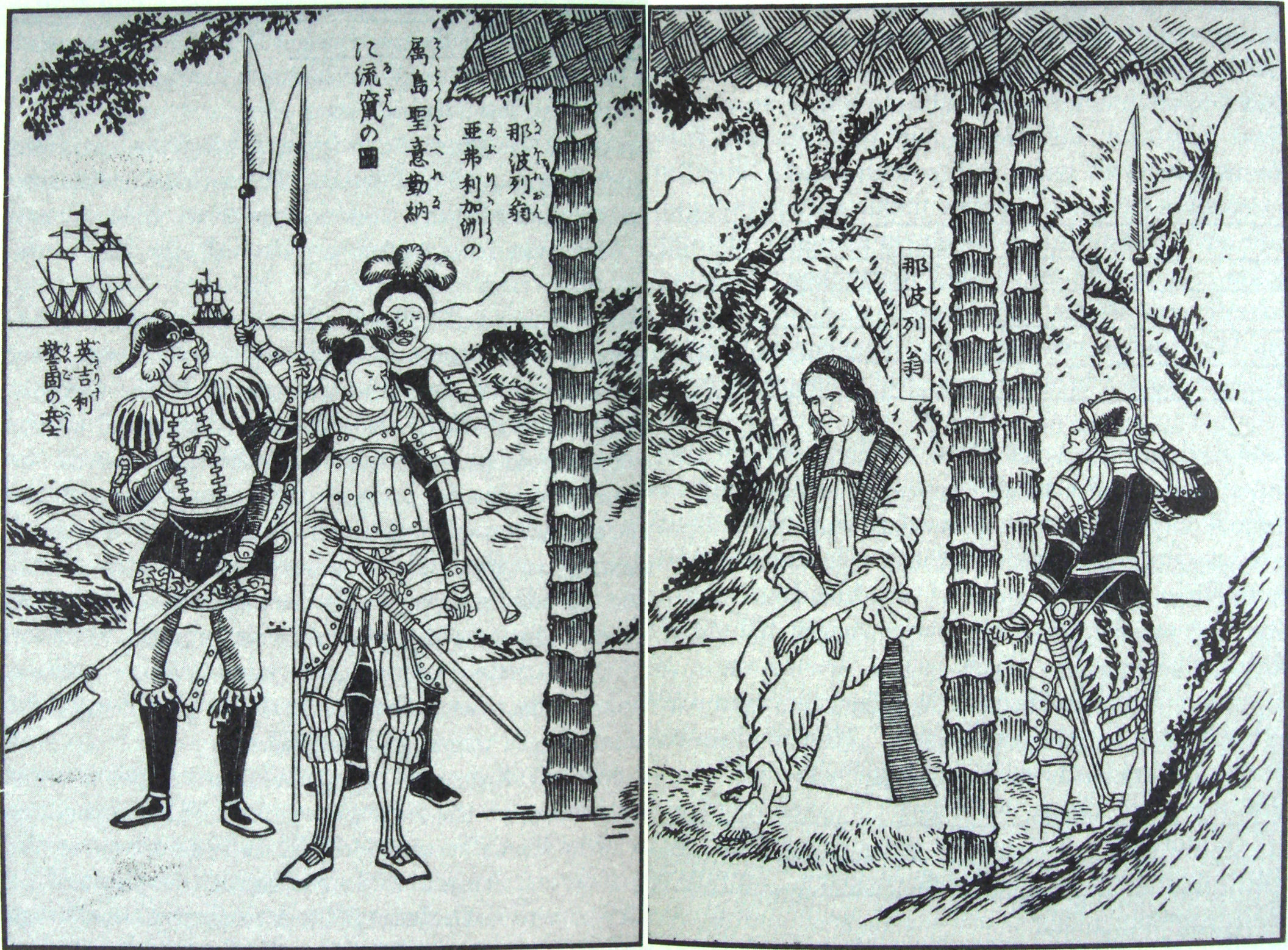
O exílio de Napoleão em Santa Helena, ilustrado em um livro japonês (1815-1820).

Eventos históricos, como a vida de Napoleão, foram retransmitidas pelos holandeses e foram publicados em livros Japoneses. Caracteristicamente, alguns fatos históricos poderiam ser apresentadas exatamente (o exílio de Napoleão "na África, a ilha de Santa Helena"), enquanto outros podem estar incorretas (como o anacrônico representação da British guardas vestindo século XVI cuirasses e armas.

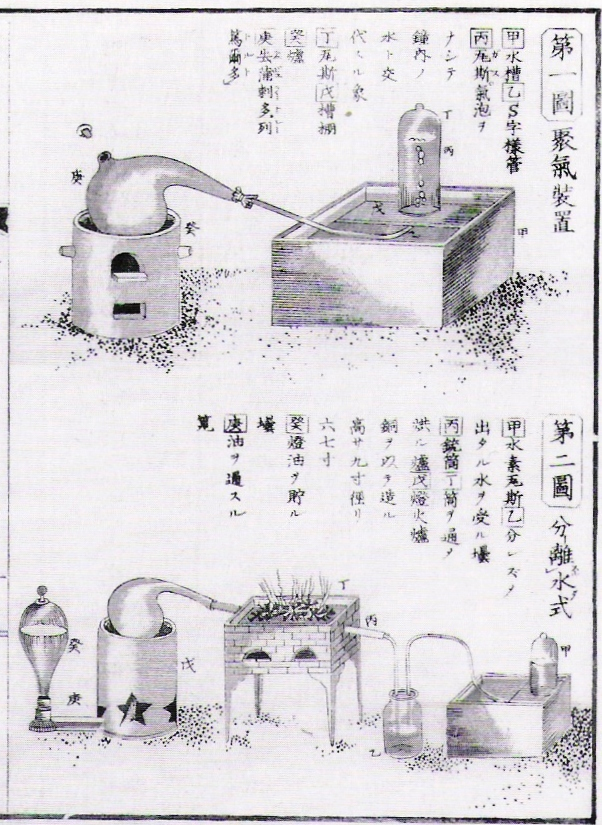
Lavoisier químicas experitítulos em Udagawa realçam a 1840 Seimi Kaisō.

Em 1840, o Rangaku do estudioso Udagawa Yōan relatou pela primeira vez em detalhes as conclusões das teorias de Lavoisier no Japão. Assim, Udagawa também fez inúmeras experiências científicas e criou novos termos científicos, que ainda estão em uso na moderna corrente científica Japonesa, como “oxidation” (酸化, sanka) (酸化 sanka), “reduction” (還元, kangen)redução" (還元 kangen), “saturation” (飽和, hōwa) (飽和 hōwa)e “element” (元素, genso) (元素 genso).
O Rangaku do estudioso Takeda Ayasaburō construiu a fortaleza de forte Goryokaku e Benten Daiba entre 1854 e 1866, usando o livro holandês sobre arquitetura militar, descrevendo a fortificação do arquiteto francês Vauban.
A educação em língua francesa, iniciada em 1808, em Nagasaki, quando o holandês Hendrik Doeff começou a ensinar francês,e a interpretar a língua Japonesa. A necessidade de aprender a língua francesa, era identificado quando cartas ameaçadoras foram enviadas pelo governo russo neste idioma.

## Primeiros Contatos modernos (1844-1864)

### Primeiros contatos com Okinawa (1844)

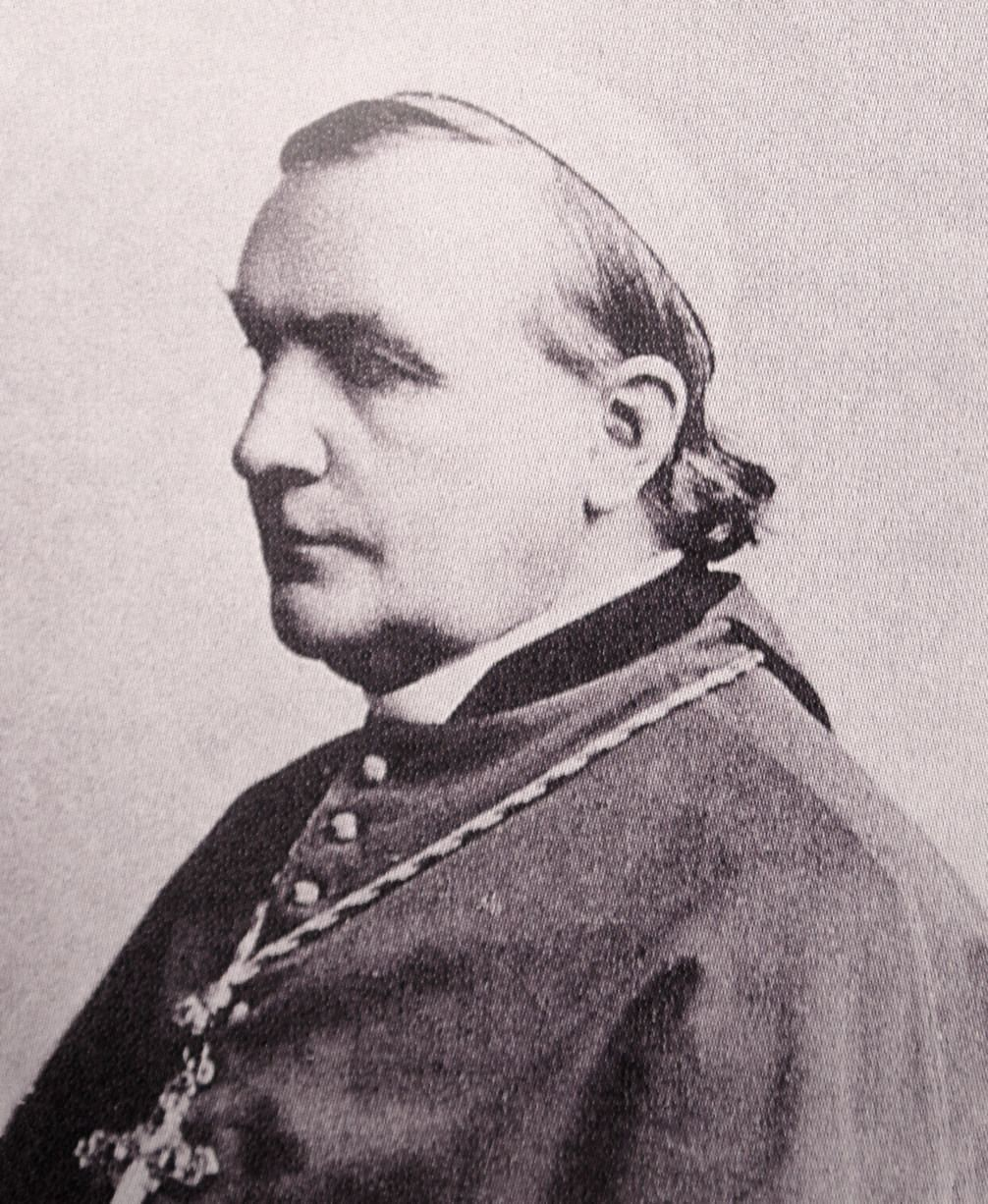
Pai Forcade de Paris Missões Estrangeiras da Sociedade, primeiro missionário Cristão no Japão, foi nomeado Vigário Apostólico do Japão, pelo Papa Gregório XVI, em 1846.

Depois de quase dois séculos de estritamente imposta pela reclusão, vários contatos ocorreram a partir de meados do século XIX, a França tentava expandir a sua influência na Ásia. Após a assinatura do Tratado de Nanquim pela Grã-Bretanha, em 1842, a França e os Estados Unidos tentaram aumentar os seus esforços no Oriente.

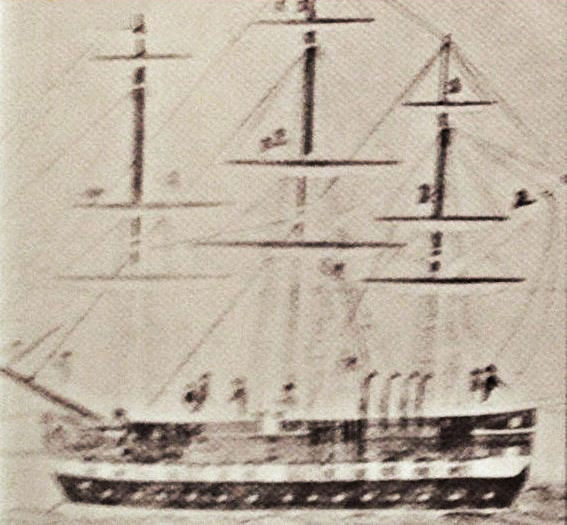
Pintura japonesa de um dos navios franceses em Ryūkyūs,1846.

Os primeiros contatos ocorreram com o Ryūkyū Reino (Okinawa), um feudo vassalo  de Satsuma desde 1609. Em 1844, uma expedição naval francesa, sob o Capitão Fornier-Duplan a bordo Alcmène visitou Okinawa no dia 28 de abril de 1844. O comércio foi negado, mas o Pai Forcade foi deixada para trás com um Chinês, tradutor, chamado Auguste Ko. Forcade e Ko permaneceu no templo Ameku Shogen-ji perto da porta de Tomari, Naha city, sob estrita vigilância, só foi capaz de aprender o idioma Japonês a partir de monges. Depois de um período de um ano, em 1º de Maio de 1846, o navio francês Sabine, comandada por Guérin, chegou, logo seguido por La Victorieuse, comandada por Rigault de Genouilly, e Cléopâtre, em Almirante Cécille. Eles vieram com a notícia de que o Papa Gregório XVI havia nomeado Forcade como Bispo de Samos e Vigário Apostólico do Japão. Cécille ofereceu o reino francês de proteção contra o expansionismo Britânico, mas em vão, e só obteve dois missionários que poderiam ficar.

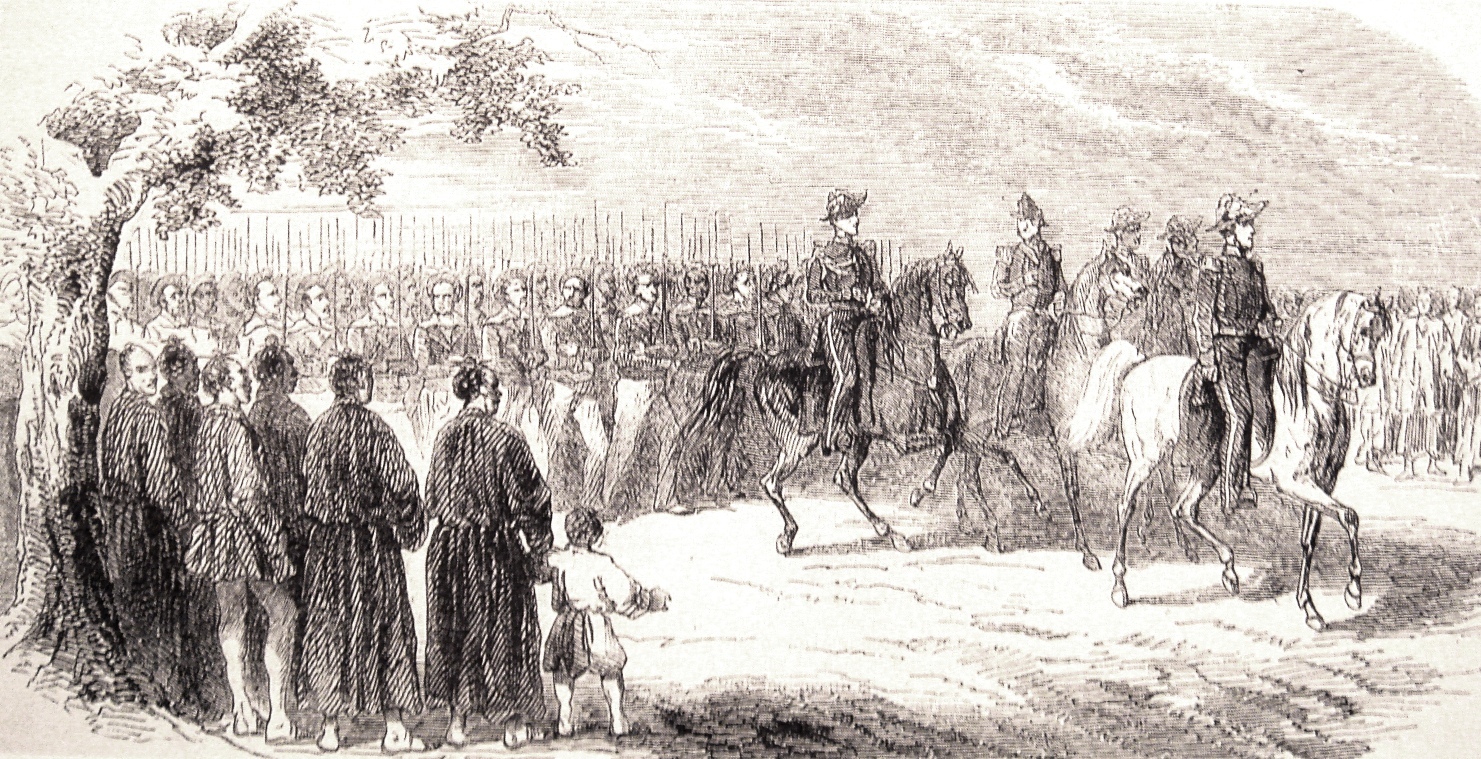
Contra-Almirante Guérin com as suas tropas em Tomari em 1855.

Forcade e Ko foram apanhados para ser usado como tradutores, no Japão, e o pai Leturdu foi deixado em Tomari, logo se juntou ao Pai Mathieu Adnet. Em 24 de julho de 1846, o Almirante Cécille chegou em Nagasaki, mas falhou em suas negociações e foi negado destino, e o Bispo Forcade nunca pôs os pés no continente Japão. O o tribunal de Ryu-Kyu em Naha queixou-se, no início de 1847 sobre a presença dos missionários franceses, que tiveram de ser removidos, em 1848.
A frança não teria mais contatos com Okinawa nos próximos 7 anos, até que veio a notícia de que o Comodoro Perry tinha obtido um acordo com as ilhas no dia 11 de julho, de 1854, e, após o tratado com o Japão. Um cruzador francês chegou em Shimoda , no início de 1855, enquanto o USS Powhatan ainda estava lá com o tratado ratificado, mas foi negado contatos, como um acordo formal não existe entre a França e o Japão. A França enviou um embaixador com o contra-Almirante Cécille a bordo do La Virginie , a fim de obter vantagens semelhantes a de outras potências Ocidentais. A convenção foi assinada em 24 de novembro de 1855.

### Contatos com o continente Japonês (1858)

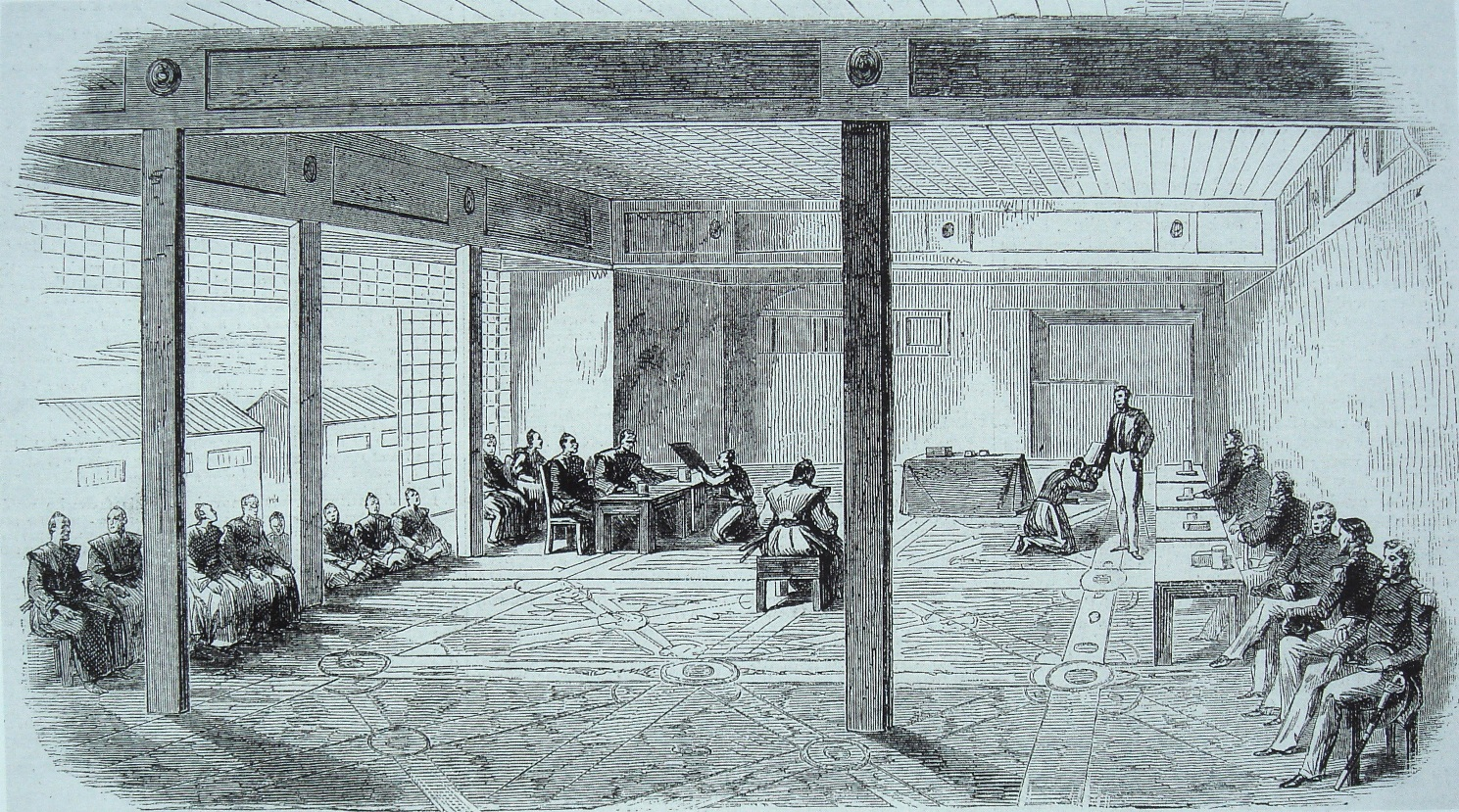
Assinatura do Primeiro tratado Franco-Japonês em 1858, em Edo.

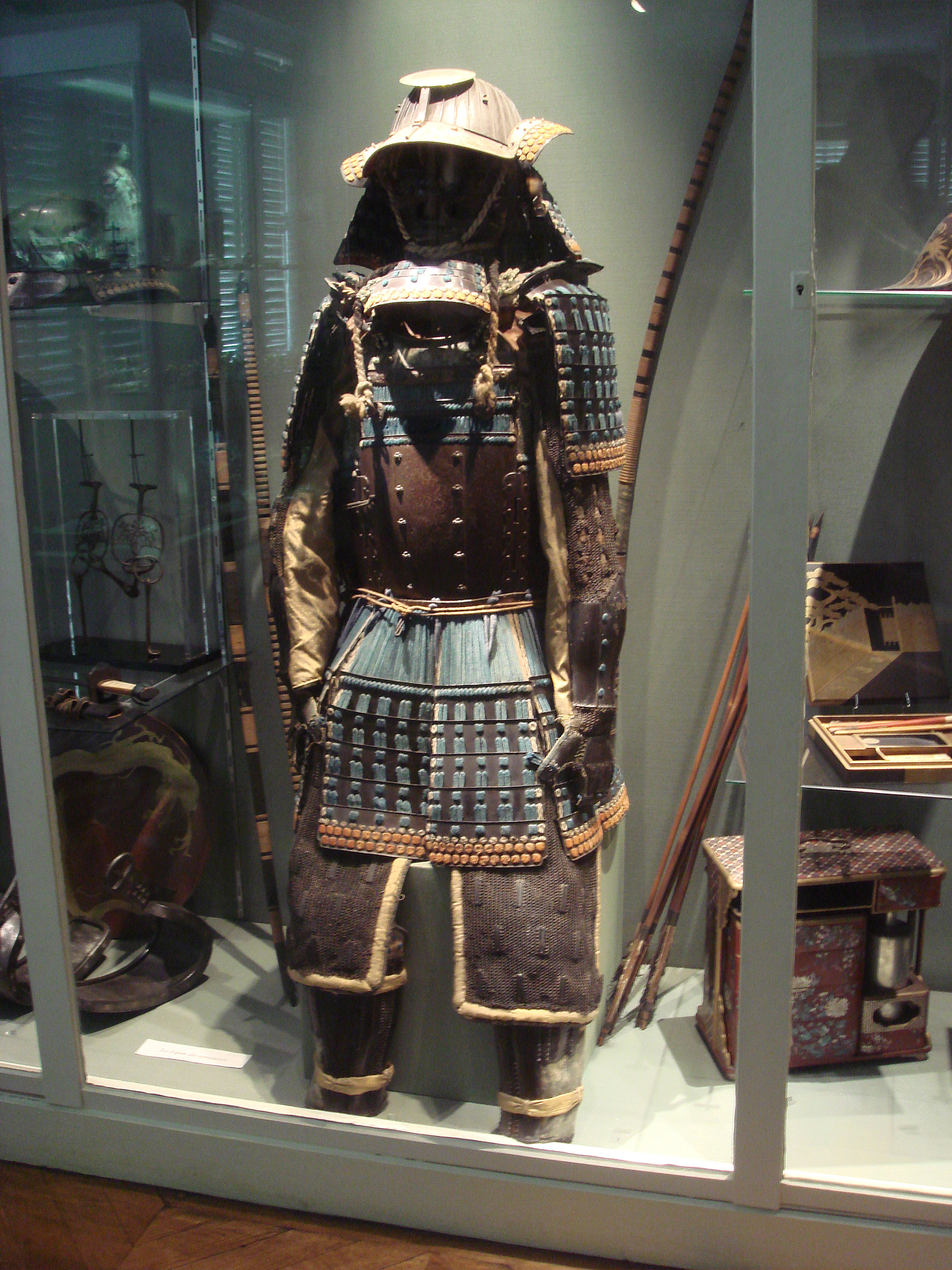
Artefatos japoneses da coleção Chassiron, trazido para a França pela primeira pela embaixada francesa, hoje no Orbigny-Bernon Museu, La Rochelle.

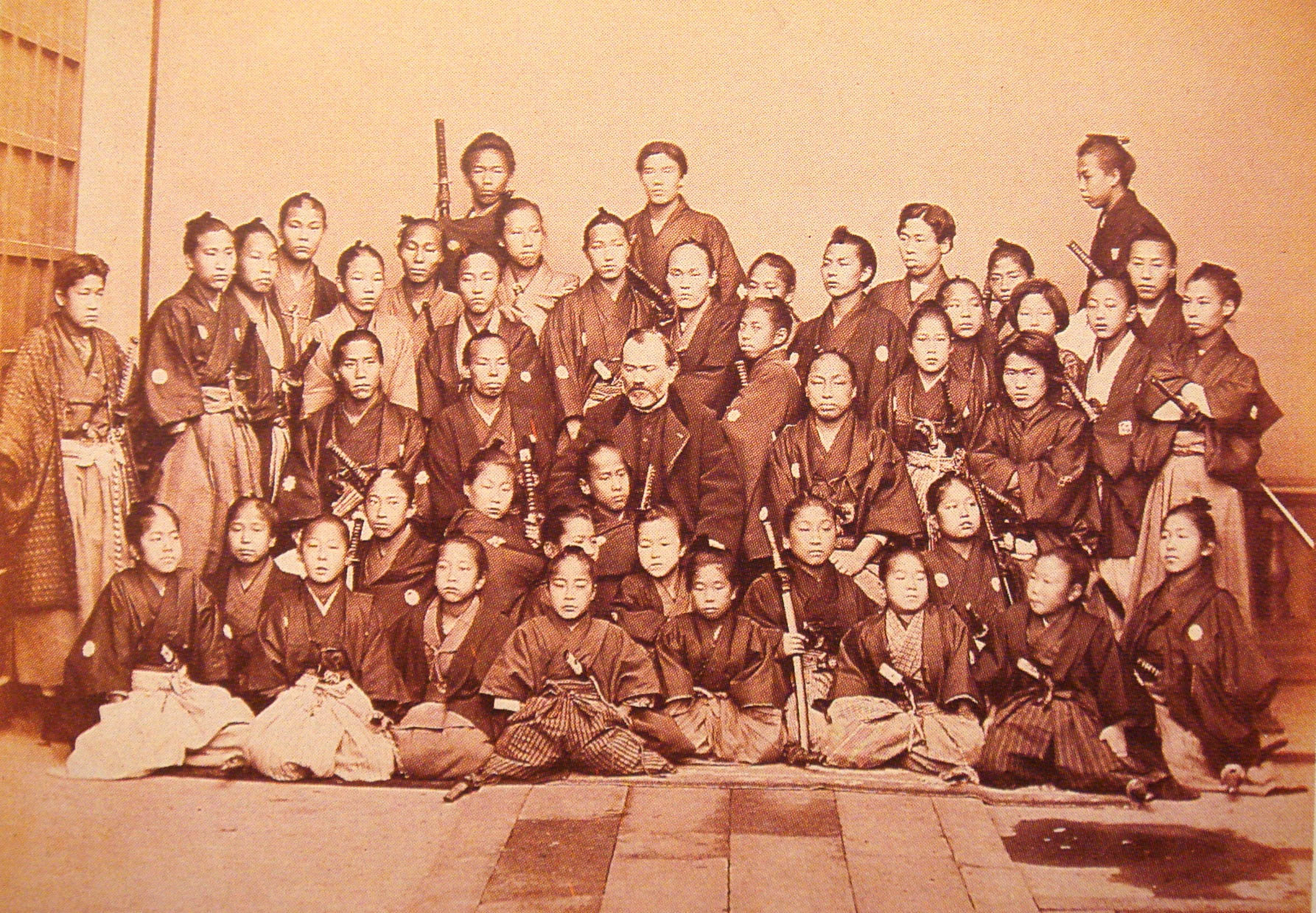
Léon Dury com seus alunos em Nagasaki (1860).

Durante o século XIX, várias tentativas países Ocidentais foram feitas (outro que não seja a holanda, que já tinha um posto de comércio em Dejima) para abrir o comércio e as relações diplomáticas com o Japão. A frança fez uma tentativa, em 1846, com a visita do Almirante Cécille para Nagasaki, mas o pedido foi negado.
Charles Delprat, um francês que viveu em Nagasaki, por volta de 1853, como um comerciante licenciado holandês. Ele foi capaz de aconselhar os esforços iniciais do diplomata francês Barão Gros no Japão. Ele foi vivamente contra a Proselitismo Católica e foi influente na supressão de tais intenções entre os diplomatas franceses. Ele também apresentou uma imagem do Japão como um país que pouco tinha a aprender com o Ocidente: "Ao estudar de perto os costumes, as instituições, as leis Japonesas, conclui-se perguntando a si mesmo se sua civilização, inteiramente adequado para o seu país, tem alguma coisa de dar inveja em nossos, ou dos Estados Unidos."
A abertura formal de relações diplomáticas com o Japão, no entanto, começou com o Americano Comodoro Perry em 1852-1854, quando Perry ameaçou bombardear Edo ou fazer um bloqueio ao país. Ele obteve a assinatura da Convenção de Kanagawa em 31 de Março de 1854. Em 1858, a derrota chinesa na Segunda Guerra do Ópio deu mais um exemplo concreto da força de liderança dos Japoneses na Ásia.
Em 1858, o Tratado de Amizade e Comércio entre a França e o Japão , assinado em Edo em 9 de outubro de 1858, por Jean-Baptiste Louis Gros, o comandante da expedição francesa na China, a abertura de relações diplomáticas entre os dois países. Ele foi auxiliado por Charles de Chassiron e Alfred de Moges. Em 1859, Gustave Duchesne de Bellecourt chegou e se tornou o primeiro representante francês no Japão. Um Consulado francês foi inaugurado esse ano, no Templo de Saikai-ji, em Mita, Edo, ao mesmo tempo, como um Consulado Americano foi fundado no Templo de Zenpuku-ji, e um Consulado Britânico no Templo de Tōzen-ji.
O primeiro dicionário Japonês incorporando francês foi escrito em 1854, por Murakami Eishun, e a primeira grande dicionário  Franco-Japonês foi publicado em 1864. A língua francesa foi ensinado por Mermet de Cachon em Hakodate , em 1859, ou por Léon Dury em Nagasaki entre 1863 e 1873. Léon Dury, que também foi o Cônsul da frança em Nagasaki, ministrado para cerca de 50 alunos, a cada ano, entre os quais estavam futuros políticos, tais como a Inoue Kowashi ou Kinmochi Saionji.

### Desenvolvimento de relações comerciais

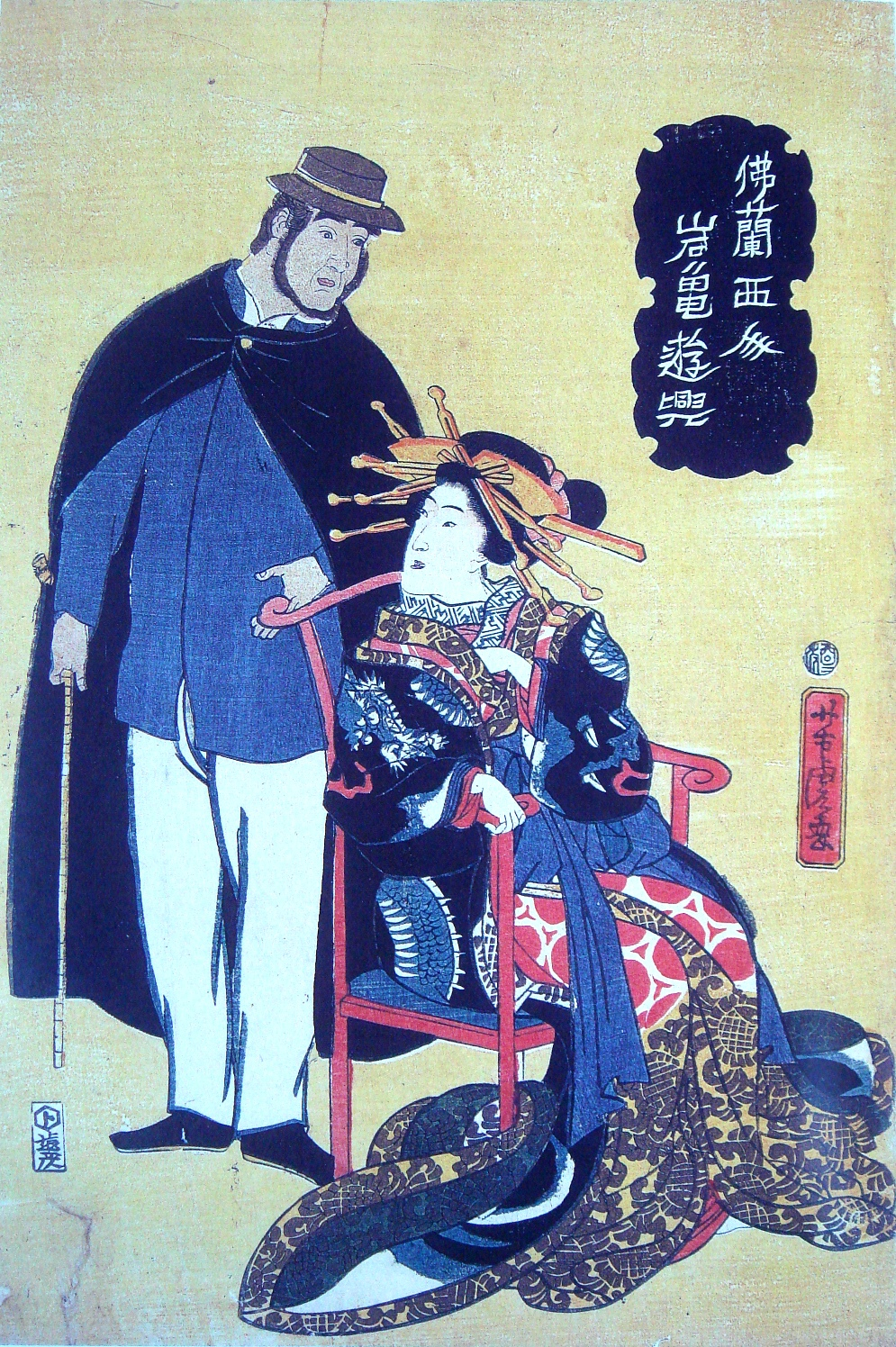
Homem francês com uma Gueixa em 1861.

A abertura dos contatos entre a França e o Japão, coincidiu com uma série de catástrofes biológicas na Europa, como a indústria da seda, em que a França teve um papel de liderança centrado na cidade de Lyon, que foi devastada com o aparecimento pandêmico de  bichos-da-seda espanhois: o "tacherie" ou "muscardine", o "pébrine" e o "flacherie". a Partir de 1855, a França já foi forçado a importar cerca de 61% de suas matérias de seda. Esse número aumentou para 84% em 1860. O bicho-da-seda do Japão, Antheraea yamamai provou ser os únicos capazes de resistir à doenças europeias e foram importados para a França. A seda crua japonesa também provou ser de melhor qualidade no mercado mundial.

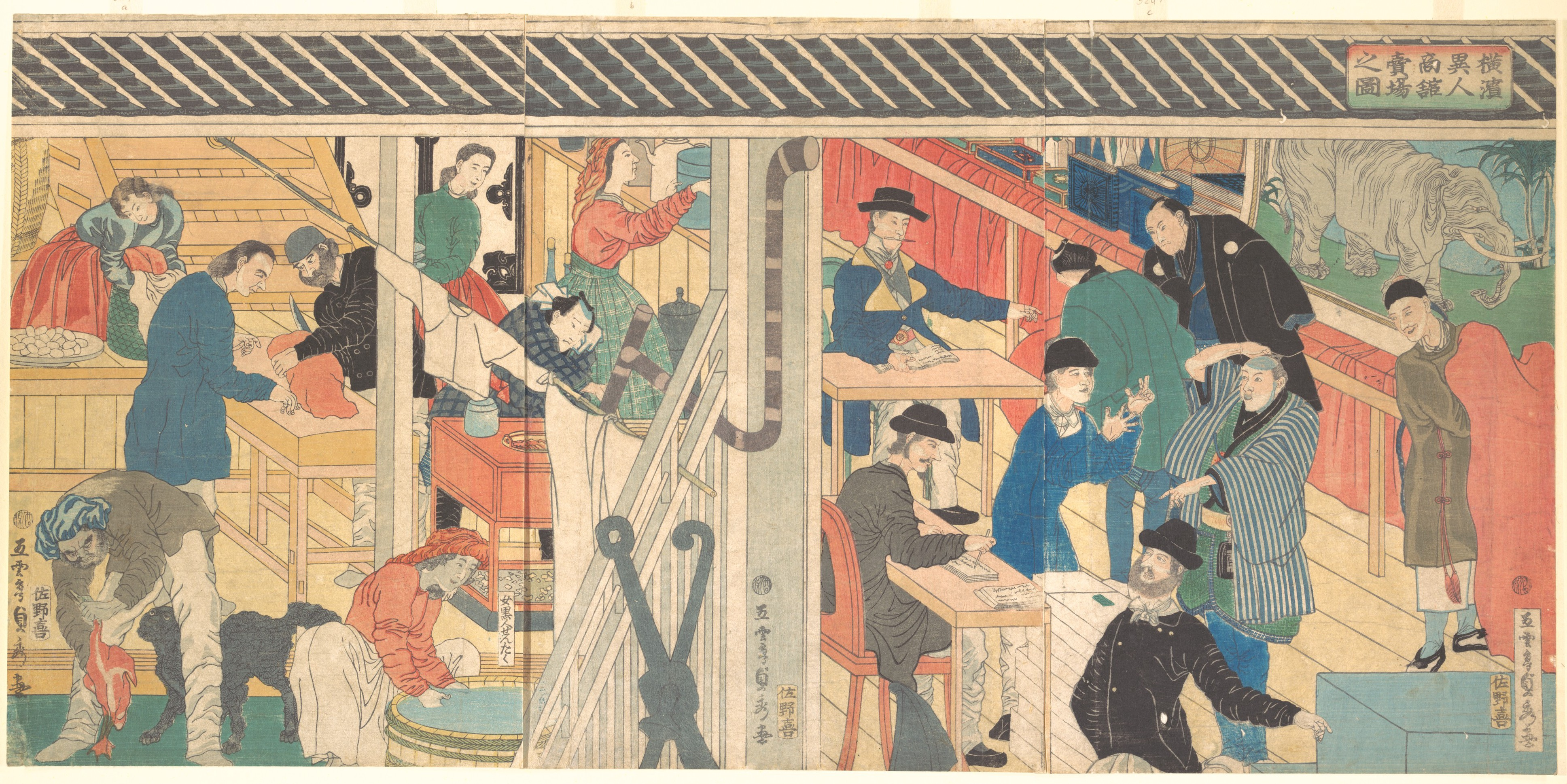
Estrangeira, casa de comércio, em Yokohama, em 1861.

Estrangeiros da seda, os comerciantes começaram a se estabelecer no porto de Yokohama, e a seda desenvolveu ao comércio. Em 1859, Louis Bourret, que já tinha sido ativo na China, estabelece no escritório de filial de Yokohama para o comércio da seda. A partir de 1860, de seda, de comerciantes, de Lyon, são registrados, em Yokohama, a partir de onde eles expedidos imediatamente seda crua e ovos de bicho-da-seda para a França. Para este início de comércio que se baseou em navios ingleses, e a remessas transportadas através de Londres para chegar em Lyon. A partir 1862, 12 franceses se instalaram em Yokohama, dos quais 10 eram comerciantes.

### Japonês embaixadas de França (1862, 1863, 1867)

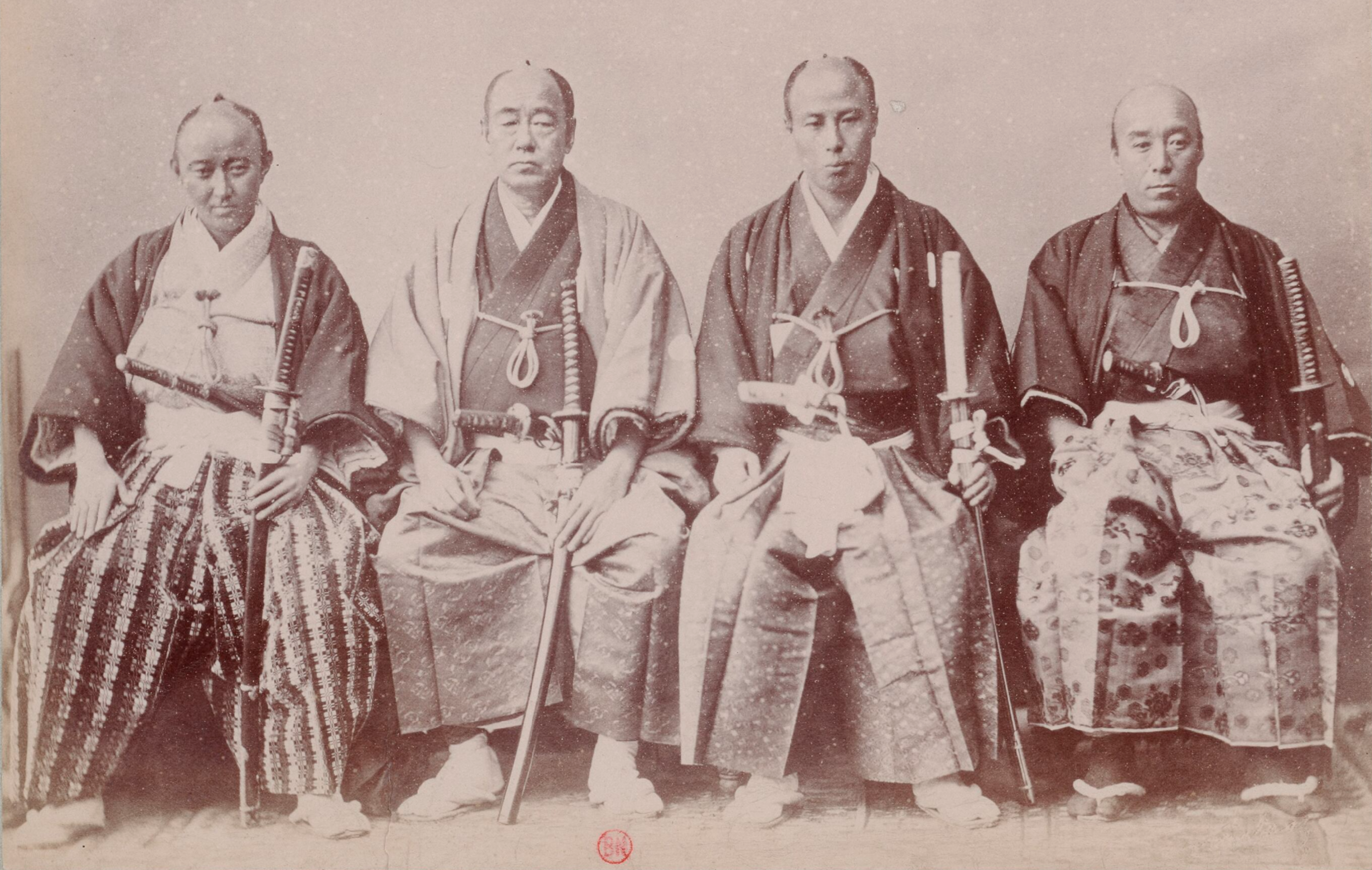
A Primeira Embaixada Japonesa à Europa, em 1862, liderada por Takenouchi Yasunori (segundo a partir da esquerda).

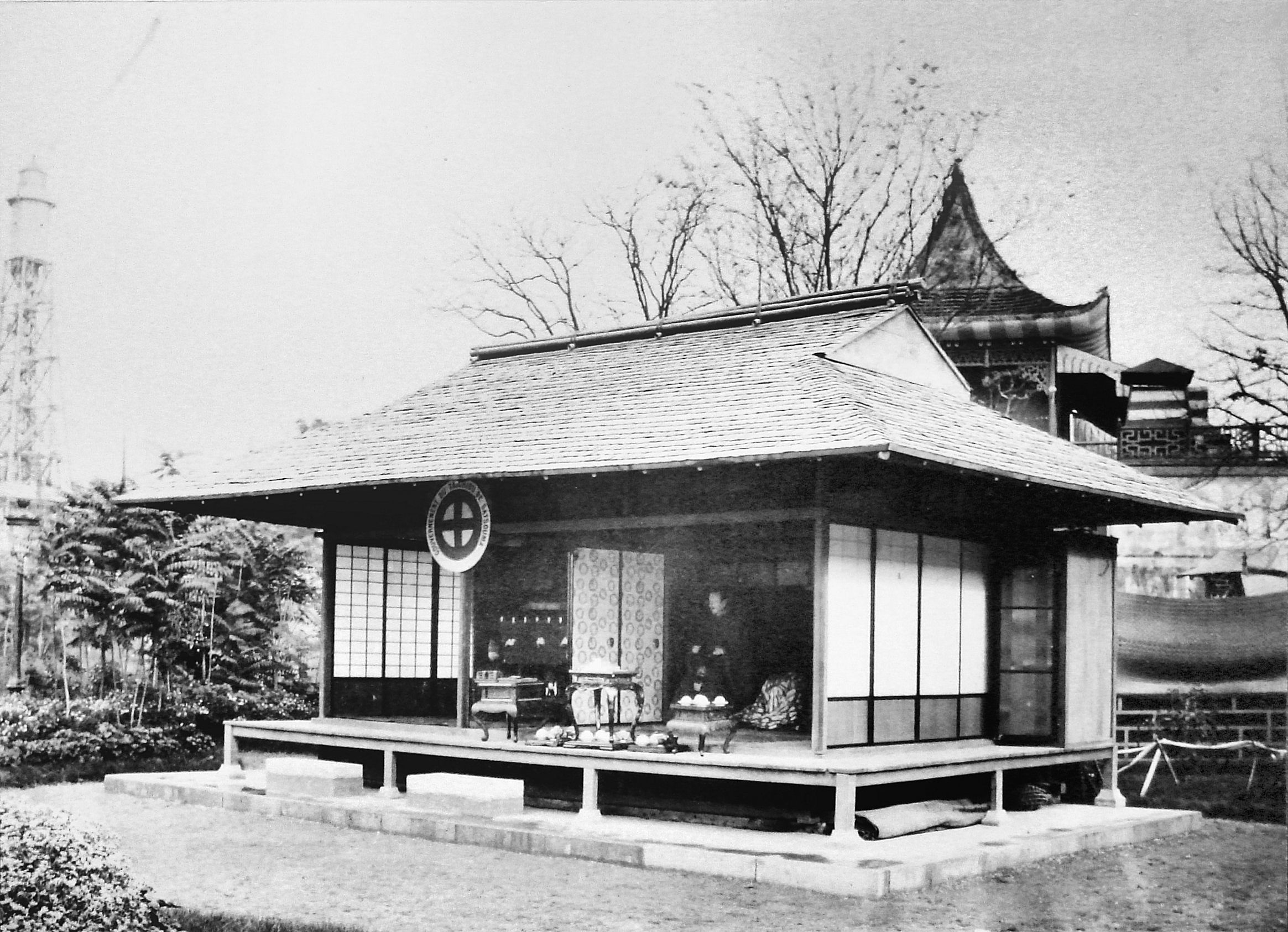
Pavilhão do "Governo de Satsuma" na Exposição Universal de 1867, em Paris.

Os Japoneses logo responderam a estes contatos, enviando as suas próprias embaixadores para a França. O Shogun enviou a Primeira Embaixada do japão para a Europa, liderada por Takenouchi Yasunori em 1862. A missão foi enviada, a fim de aprender sobre a civilização Ocidental, ratificar tratados, e atrasar a abertura das cidades e dos portos para o comércio exterior. As negociações foram feitas na França, no Reino Unido, na Holanda, na Prússia e, finalmente, na Rússia. Eles estavam quase acabando depois de um ano inteiro.

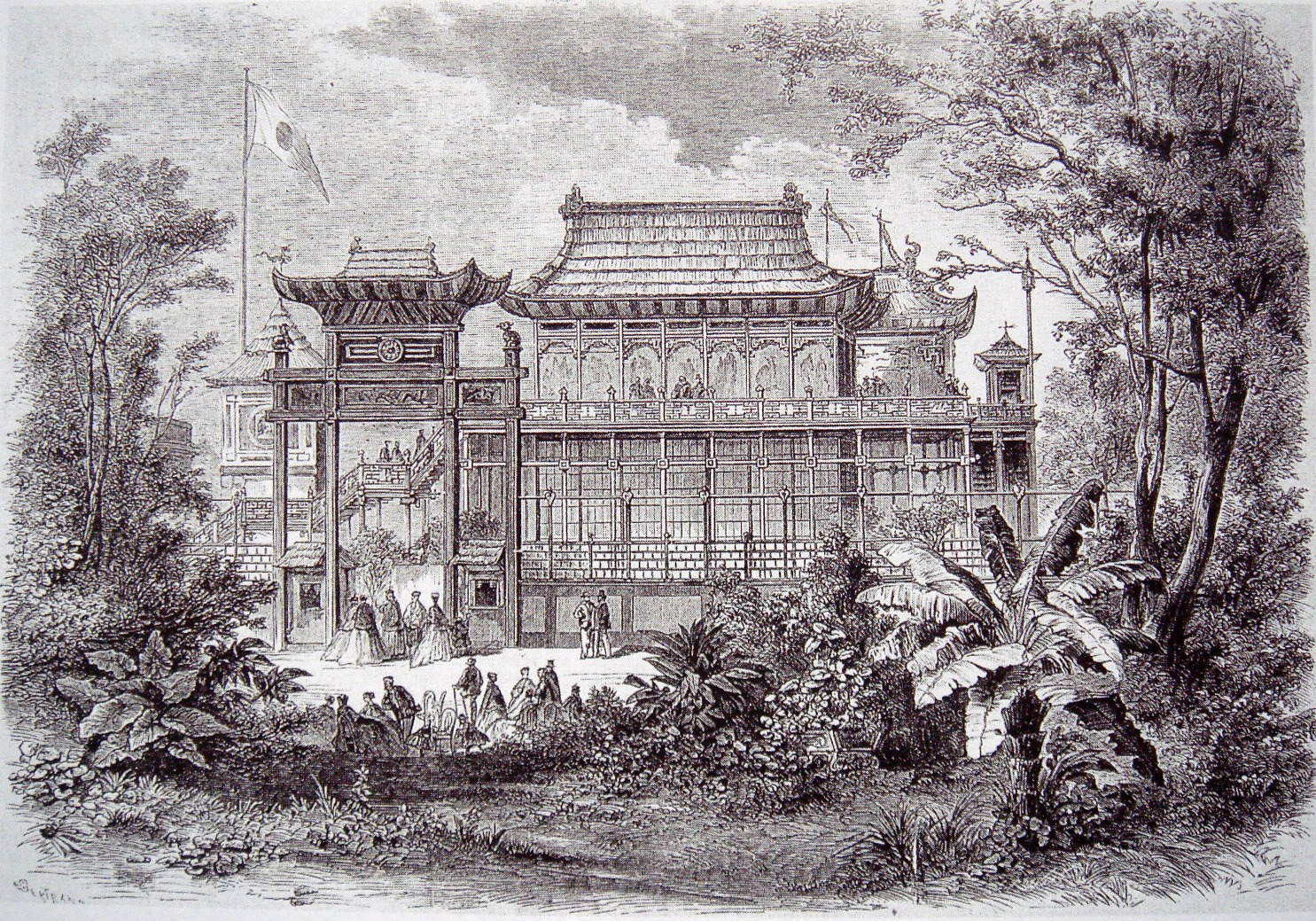
Pavilhão chinês e o Japonês na Exposição Universal de 1867.

Houve uma Segunda Embaixada Japonesa à Europa, em 1863, em um esforço para pagar serviço de bordo o 1863 ", a Fim de expulsar os bárbaros" (攘夷実行の勅命) um édito pelo Imperador Kōmei, e o Bombardeio de Shimonoseki, em um desejo para fechar novamente o país para a influência Ocidental, e voltar para sakoku. A missão negociado, foi em vão, já que os franceses não acordaram com o fechamento do porto de Yokohama para o comércio exterior.
O japão também participou da Exposição Universal de 1867 em Paris, tendo o seu próprio pavilhão. Despertado considerável interesse, no Japão, e permitiu que muitos visitantes entrar em contacto com a arte e técnicas Japonesas. Muitos representantes Japoneses visitaram a Feira nesta ocasião, incluindo um membro da Casa do Shogun, o irmão mais novo Tokugawa Akitake. A região sul de Satsuma (regular adversário para o Bakufu) também tinha uma representação na Feira Mundial, como o suserano do Reino de Naha . O Satsuma missão foi composta de 20 emissários, entre eles 14 alunos, que participaram da feira, e também negociou a compra de armas e teares mecânicos.

## Principais bolsas de valores no final do Xogunato (1864-1867)
A frança decidiu reforçar e formalizar vínculos com o Japão através do envio de seu segundo representante Léon Roches para o Japão, em 1864. Roches-se originado da região de Lyon, e foi, portanto, altamente conhecedor das questões relacionadas à indústria da seda.

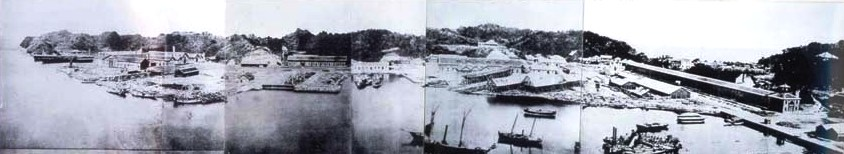
Léonce Verny dirigiu a construção do Japão, primeiro arsenal moderno em Yokosuka, a partir de 1865.

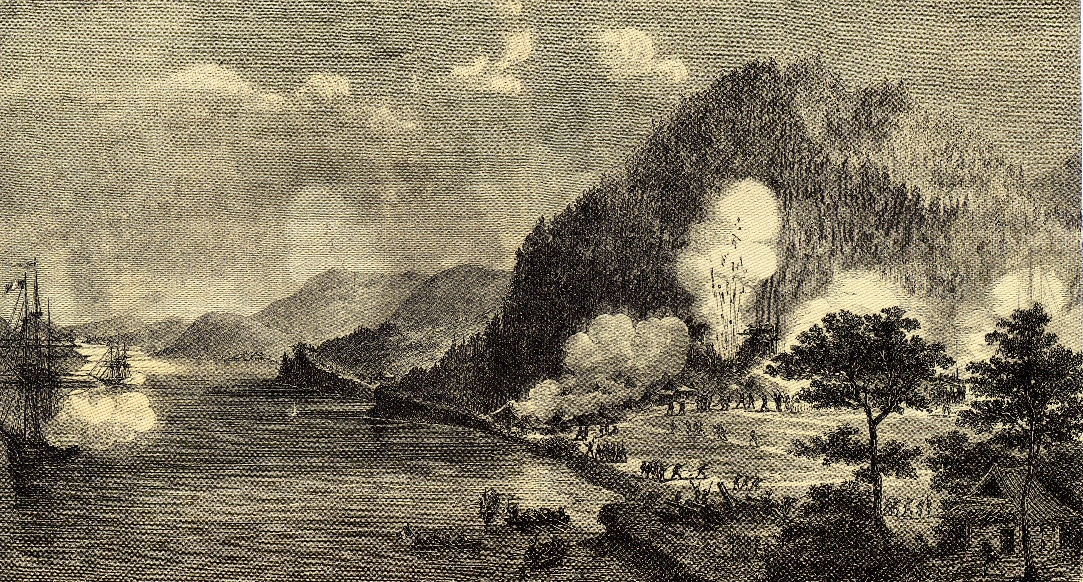
Intervenção francesa no Bombardeio de Shimonoseki, com os navios de guerra a Tancrède e o Dupleix, sob o Capitão Benjamin Jaurès. "Le Monde Illustré", 10 De Outubro De 1863.

Por outro lado, o Xogunato desejava envolver-se em um vasto programa de desenvolvimento industrial em diversas áreas, e em ordem para financiar e promover invocado as exportações de seda e o desenvolvimento de recursos locais, tais como a mineração (ferro, carvão, cobre, prata, ouro).
As relações desenvolveram-se a um ritmo elevado. O Japonês Xogunato, que desejavam obter expertise estrangeira em expedição obteve o despacho do engenheiro francês Léonce Verny para construir o Arsenal Naval de Yokosuka, no Japão, o primeiro arsenal moderno. Verny chegou no Japão em novembro de 1864. Em junho de 1865, a França entregou 15 canhões para o Xogunato. Verny trabalhou em conjunto com Shibata Takenaka , que visitou a França, em 1865, para se preparar para a construção do Yokosuka (ordem de máquinas), arsenal e organizar uma missão militar francesa para o Japão. Ao todo, cerca de 100 trabalhadores franceses e engenheiros trabalhavam no Japão para estabelecer essas primeiras plantas industriais, bem como faróis, fábricas de tijolos, de água e de sistemas de transporte. Estes estabelecimentos ajudou o Japão adquirir o seu primeiro conhecimento da indústria moderna.
No campo educacional, uma escola para treinar engenheiros foi criada em Yokosuka por Verny, e uma faculdade Franco-Japonês foi criada em Yokohama , em 1865.

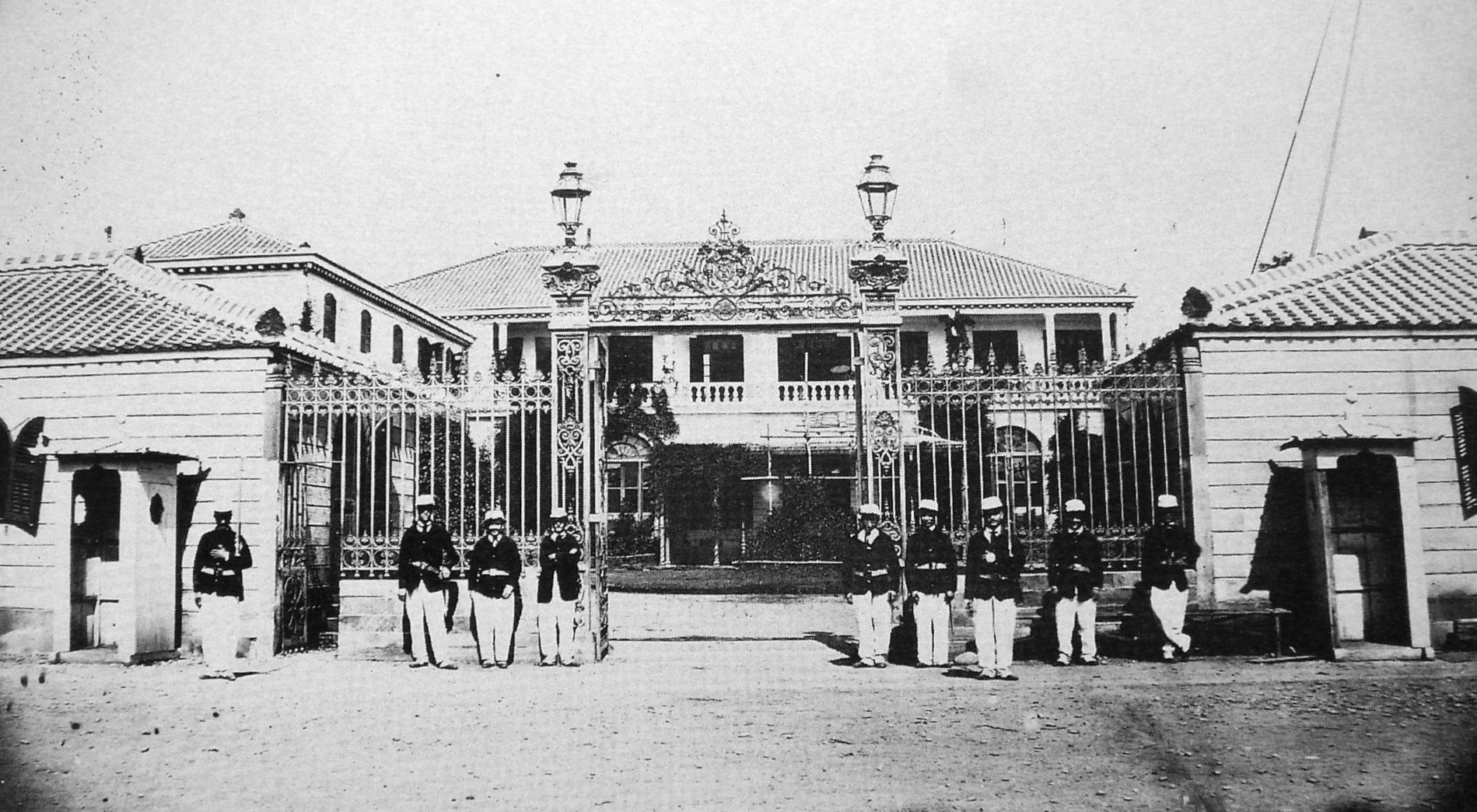
O legado francês, em 1866.

Como o Xogunato foi confrontado com o descontentamento em partes do sul do país, a França participou da intervenção naval aliada, tais como o Bombardeio de Shimonoseki , em 1864 ( que contou com tais quantidades de navio 9 Britânico, 3 franceses, 4 holandeses, 1 Americano).
A seguir houve o novo Tratado Fiscal entre Potências Ocidentais e o Xogunato, em 1866, a Grã-Bretanha, a França, os Estados Unidos e a Holanda aproveitou a oportunidade para estabelecer uma presença mais forte no Japão, configurando verdadeiras embaixadas, em Yokohama.

### Missões militares e colaboração na guerra de Boshin

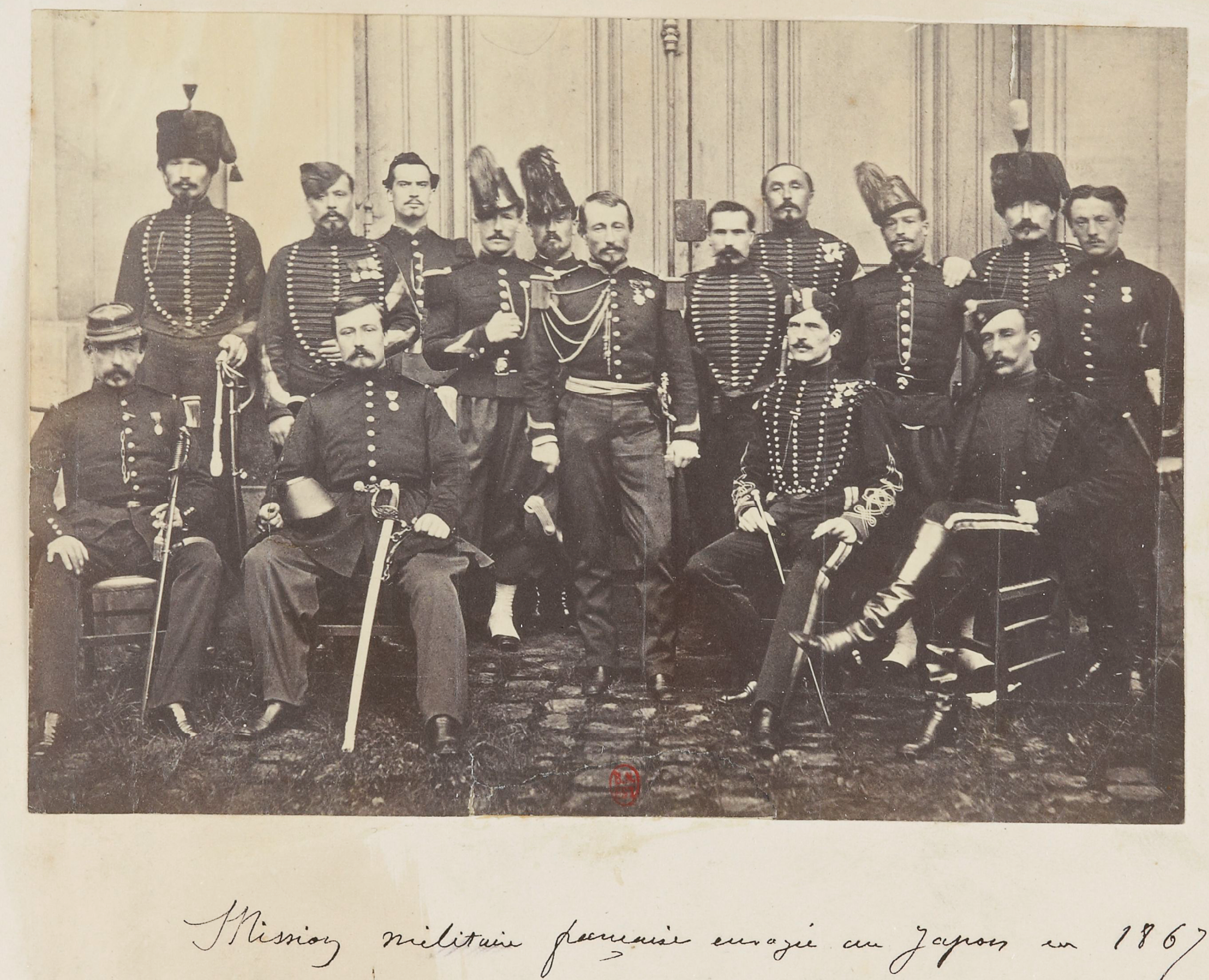
A primeira missão militar francesa para o Japão no ano de 1867. Jules Brunet na frente, o segundo da direita.

O Japonês Bakufu governo, desafiou em casa por facções que desejar, a expulsão de potências estrangeiras e a restauração do regime Imperial, também queria desenvolver habilidades militares como o mais rapidamente possível. O exército francês teve um papel central na modernização militar do Japão.
As negociações com Napoleão III, iniciadas através de Shibata Takenaka assim 1865. Em 1867, a primeira Missão Militar francesa para o Japão chegou a Yokohama, entre eles o Capitão Jules Brunet. A missão militar estaria engajada em um programa de treinamento para modernizar os exércitos do Xogunato, até a guerra de Boshin começou um ano depois, levando a uma guerra civil em grande escala entre o Shogunato e o pro-forças Imperiais. No final de 1867, a missão francesa tinha treinado um total de 10.000 homens, voluntários e recrutas, organizado em sete regimentos de infantaria, cavalaria, batalhão, e quatro batalhões de artilharia. é bem conhecido fotografia do Shogun Tokugawa Yoshinobu em uniforme francês, tomadas durante esse período.

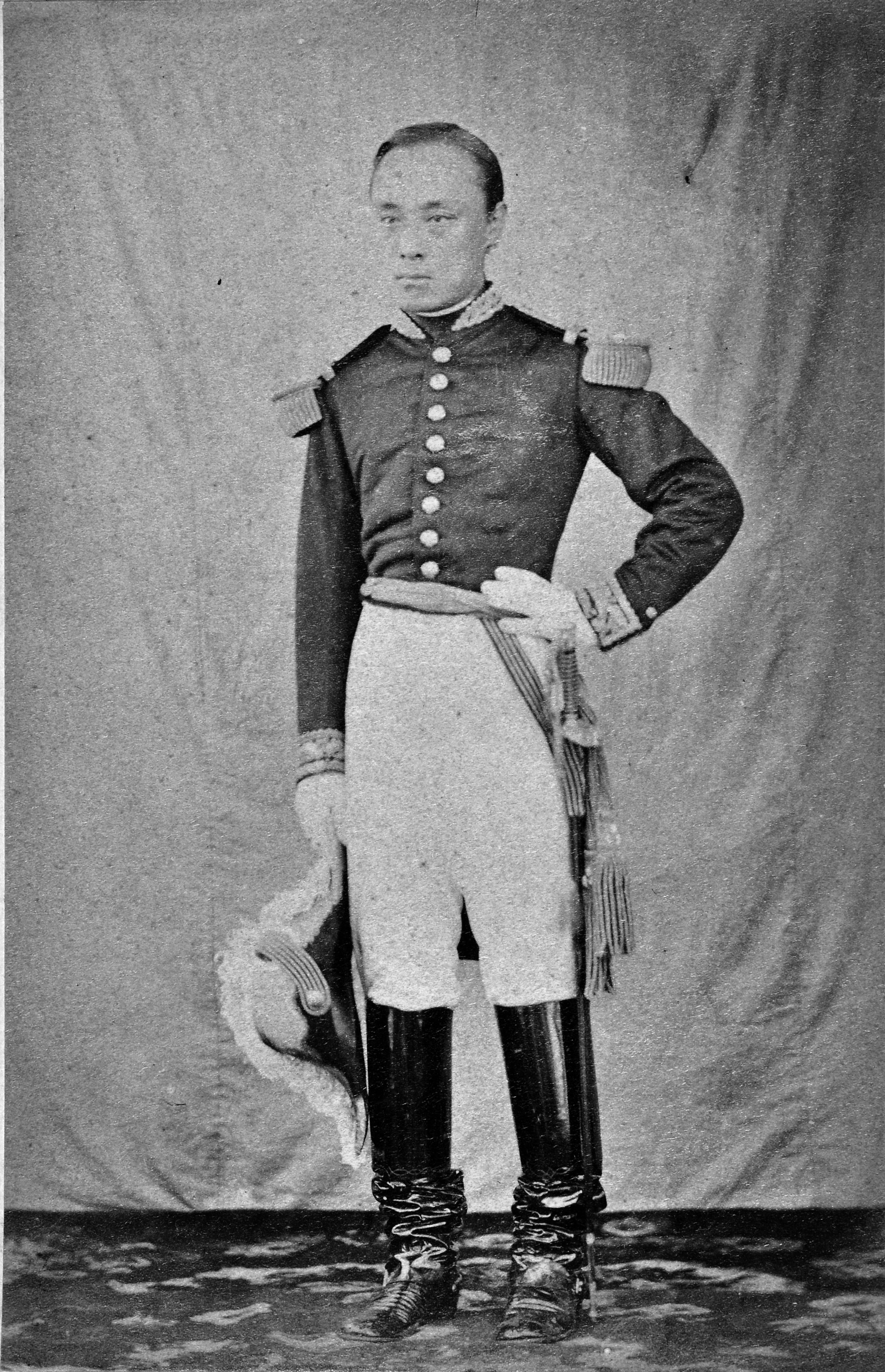
O Shogun Tokugawa Yoshinobu em um uniforme militar francês, c.1867.

Potências estrangeiras concordaram em assumir uma postura neutra durante a guerra de Boshin, mas uma grande parte da missão francesa demitiu-se e juntou as forças que eles haviam treinado em seu conflito contra as forças Imperiais. As forças francesas tornar-se alvo das forças Imperiais, levando para o incidente de Kobe em 11 de janeiro de 1868, em que uma luta irrompe em Akashi entre 450 samurai do feudo de Okayama e marinheiros franceses, levando à ocupação do centro de Kobe por tropas estrangeiras. Também em 1868 onze marinheiros franceses de Dupleix foram mortos no incidente de Sakai, em Sakai, perto de Osaka, pelas forças rebeldes do sul.

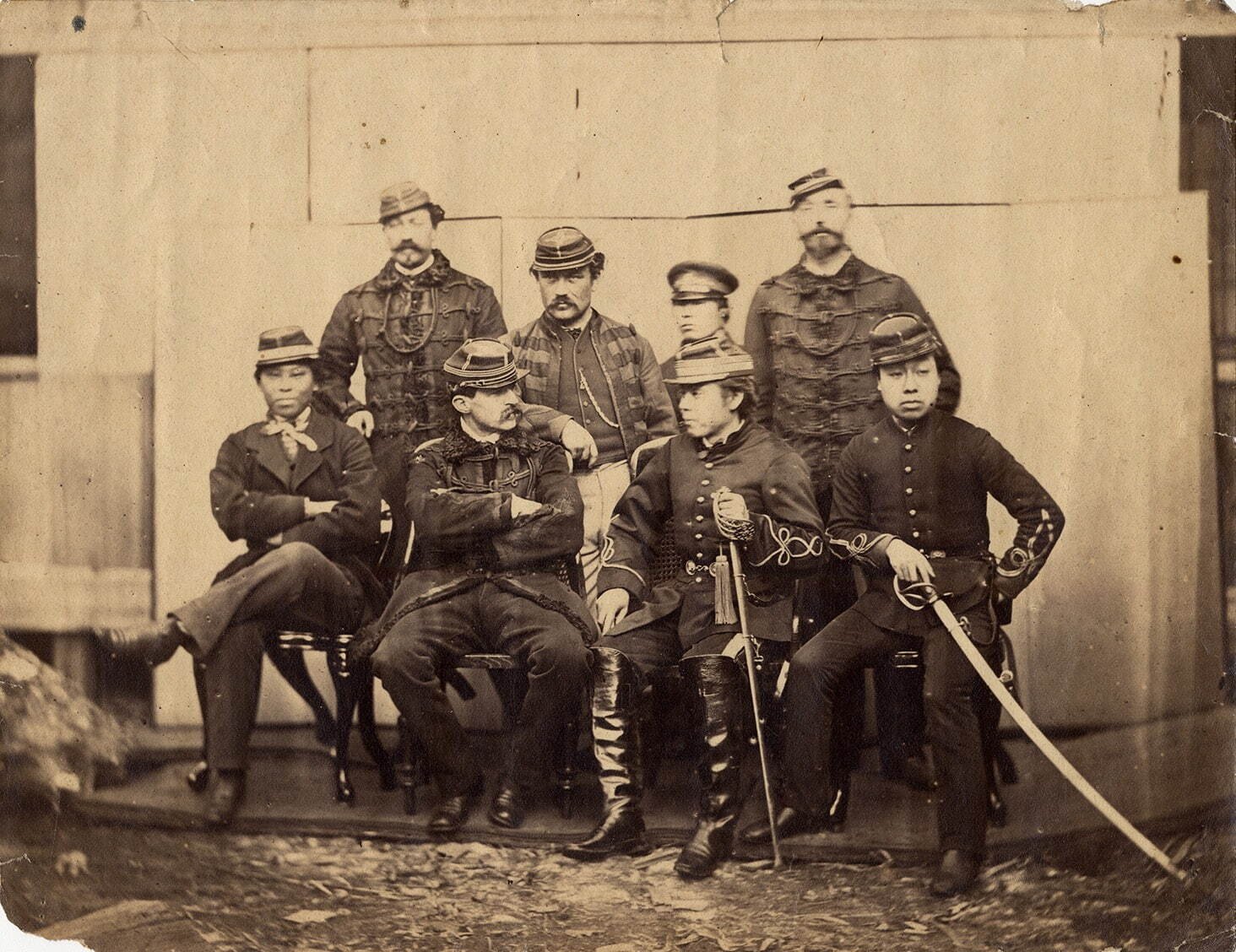
O conselheiros militares franceses e seus aliados Japoneses em Hokkaido.
Fila de trás: Cazeneuve, Marlin, Fukushima Tokinosuke, Fortant.
Linha de frente: Hosoya Yasutaro, Jules Brunet, Matsudaira Taro (vice-presidente da República de Ezo), Tajima Kintaro.

Jules Brunet, iria se tornar um líder do esforço militar do Xogunato, a reorganização de seus esforços defensiva e a acompanha para Hokkaido até a derrota final. Após a queda de Edo, Jules Brunet fugiram para o norte com Enomoto Takeaki, o líder do Shogunato Japonês da marinha, e ajudou a criar a República de Ezo, com Enomoto Takeaki, como Presidente, do Japão. Ele também ajudou a organizar a defesa de Hokkaido , na Batalha de Hakodate. Tropas foram estruturados em um híbrido Franco-Japonês de liderança, com Otori Keisuke como Comandante-em-chefe, e Jules Brunet como segundo em comando. Cada um dos quatro brigadas foram comandados por um oficial francês (Fortant, Marlin, Cazeneuve, Bouffier), com oito comandantes Japoneses como o segundo no comando de cada meia-brigada.
Outros oficiais franceses, tais como o oficial da Marinha francesa Eugène Collache, são ainda conhecidos para ter lutou ao lado do Shogun no traje samurai. Estes eventos, envolvendo oficiais franceses, ao invés de incluir-Americanos, foram, no entanto, uma inspiração para a representação de um herói Americano no filme O Último Samurai.

#### Armamento

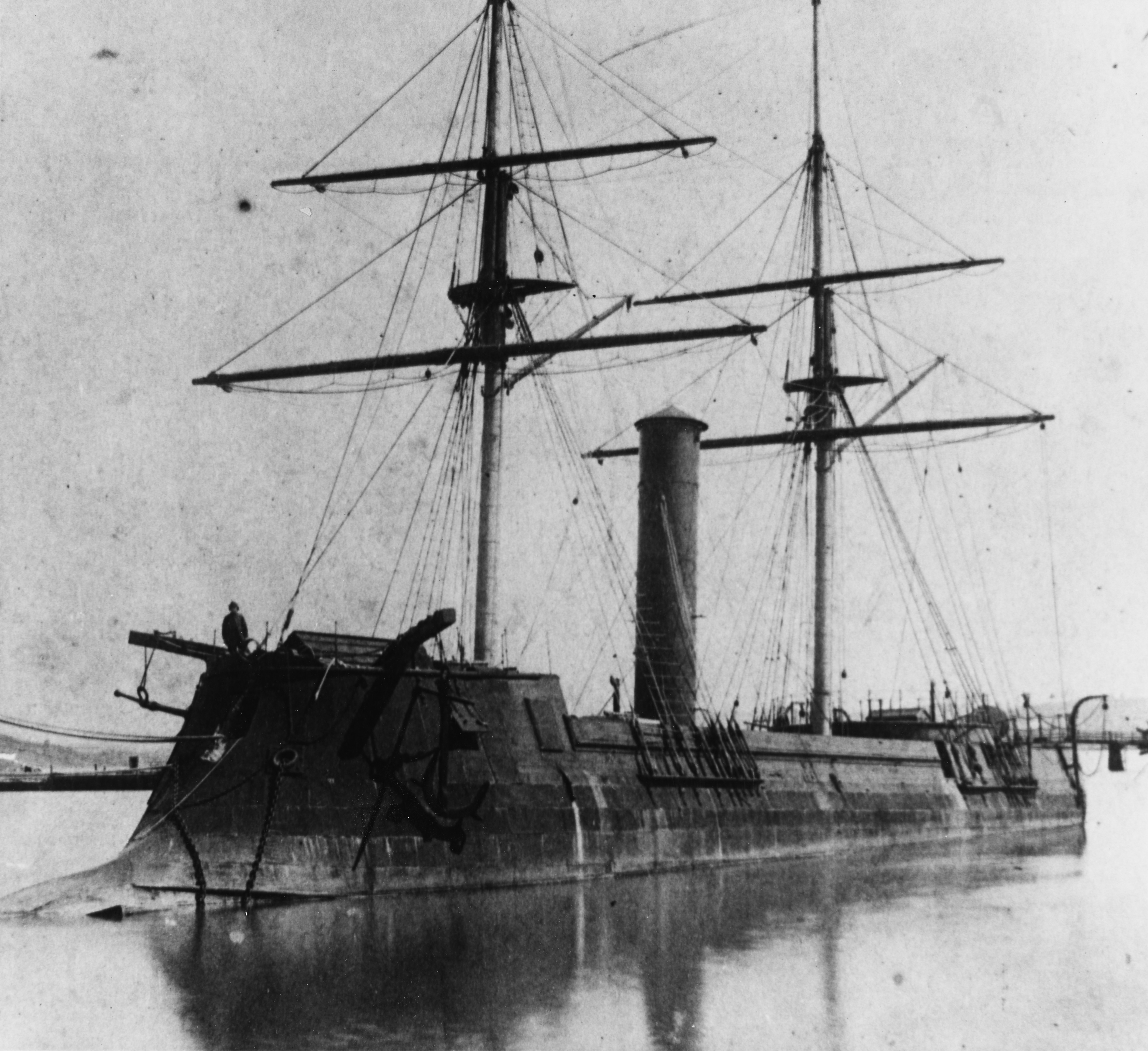
Navio encouraçado de guerra Kōtetsu, no Japão, construido pelos franceses para ser o primeiro navio encouraçado de guerra da marinha japonesa.

Os armamentos franceses também desempenharam um papel-chave no conflito. Minié espingardas foram vendidos em quantidades. A missão francesa trazida com eles de 200 caixas de materiais, incluindo vários modelos de peças de artilharia. A missão francesa também trouxe 25 cavalos puro-sangue, que foram dadas para o Shogun como um presente de Napoleão III.
Os franceses construíram o navio encouraçado de guerra Kōtetsu, originalmente adquirido pelo Xogunato para os Estados Unidos, mas suspenso na data de entrega por causa do inicio da guerra de Boshin, devido a oficial de neutralidade das potências estrangeiras, tornou-se o primeiro navio encouraçado de guerra da Marinha Imperial Japonesa, quando o Imperador Meiji foi restaurado, e teve um papel decisivo na Batalha Naval de Hakodate Bay , em Maio de 1869, que marcou o fim da Guerra de Boshin, e o completo estabelecimento da Restauração Meiji.

### Com a colaboração de Satsuma
Em 1867, o sul do principado de Satsuma, agora declarado inimigo do Bakufu, também convidou os técnicos franceses, tais como o engenheiro de minas François Coignet. Coignet mais tarde se tornaria o Diretor de Osaka Mineração Office.

## Colaboração durante o período Meiji (1868–)

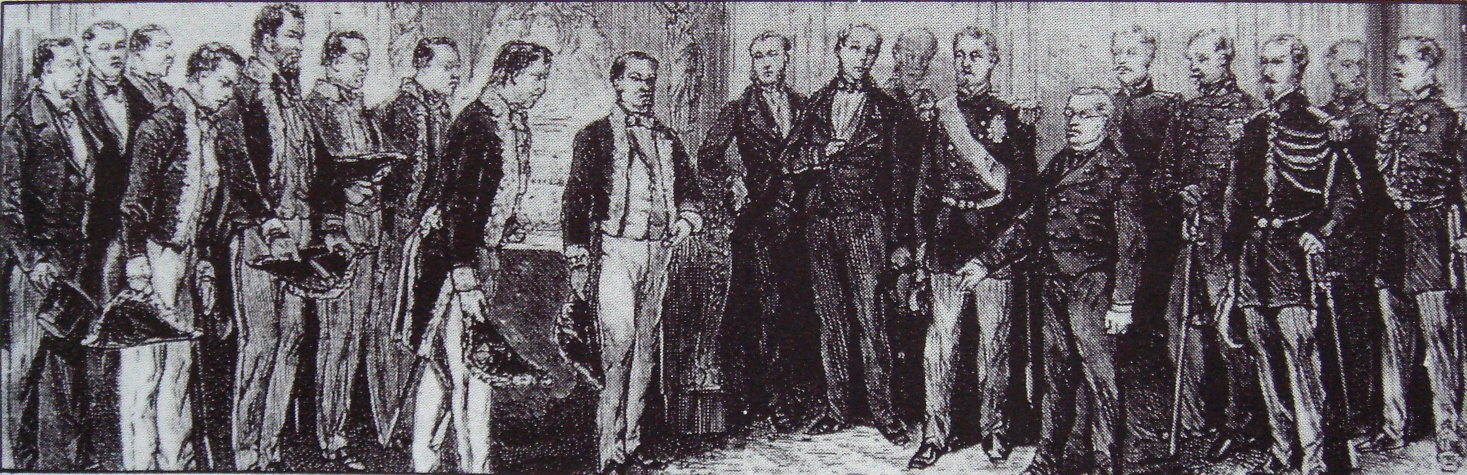
A missão Iwakura visita o Presidente francês, Thiers, em 1873.

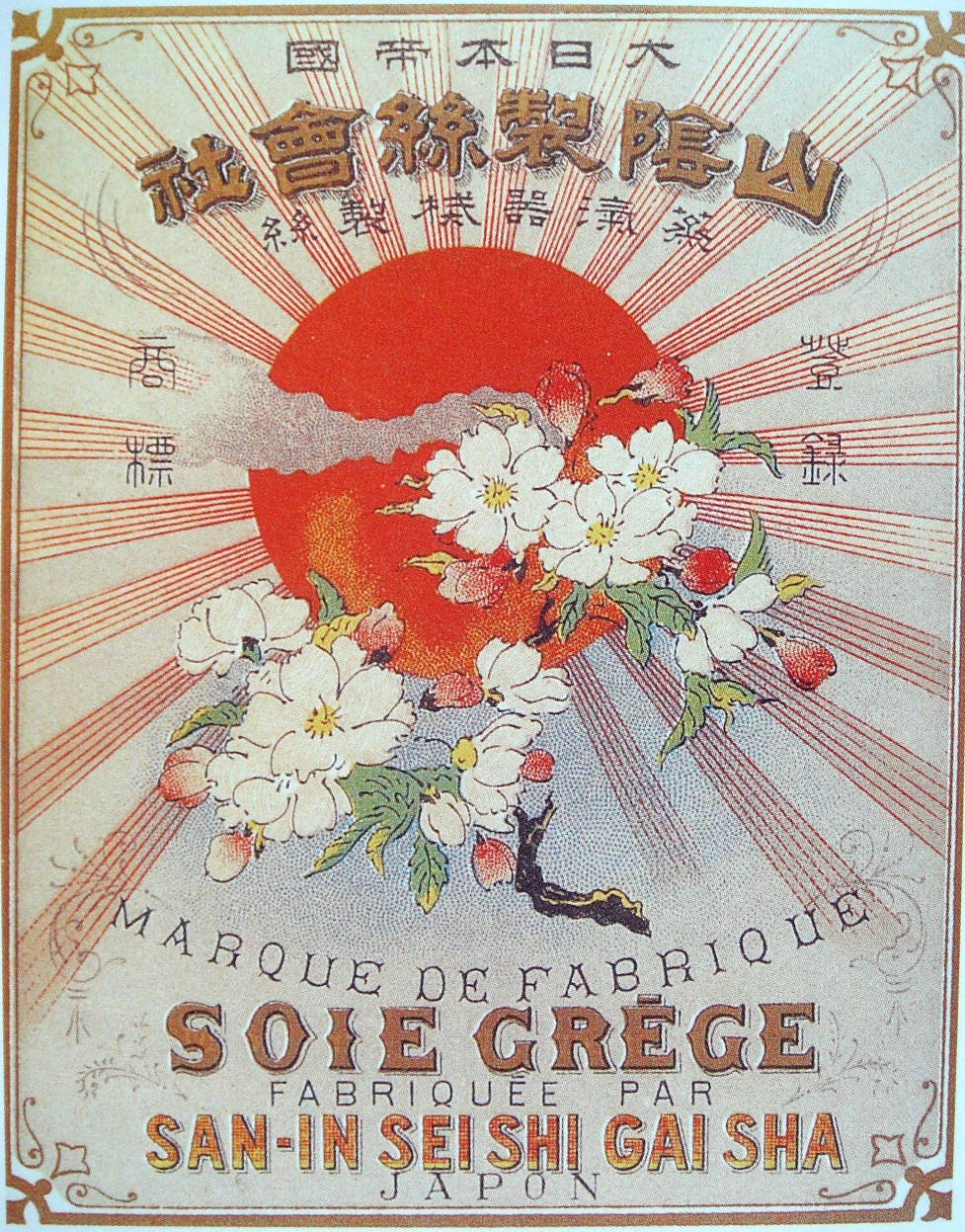
Pacote de seda crua, etiqueta em Japonês e francês.

Apesar de seu apoio unilateral ao perder o conflito durante a guerra de Boshin, a França continuou a desempenhar um papel fundamental na introdução de tecnologias modernas no Japão, mesmo depois de 1868 Restauração Meiji, que engloba não apenas os campos econômico ou militar.
Os residentes franceses, tais como Ludovic Savatier (que estava no Japão a partir de 1867 a 1871, e novamente a partir de 1873 a 1876, como um médico da Marinha, com base em Yokosuka) foram capazes de testemunhar o considerável aceleração do processo de modernização do Japão a partir daquele momento.
O Missão Iwakura visitou a França, a partir de 16 de dezembro de 1872, de 17 de fevereiro de 1873, e se reuniu com o Presidente Thiers. A missão também visitou várias fábricas e levou um grande interesse em diferentes sistemas e tecnologias que estavam sendo empregadas. Nakae Chomin, que era um membro do pessoal da missão do Ministério da Justiça, ficou na França para estudar o francês jurídico com o radical republicano Emile Acollas. Mais tarde, ele tornou-se um jornalista, pensador e tradutor e introduziu as ideias de pensadores franceses como Jean-Jacques Rousseau para o Japão.

### Comércio
Como o comércio entre os dois países desenvolvidos, a França se tornou o primeiro importador Japonês de seda, absorvendo mais de 50% da produção de seda crua japonesa entre os anos de 1865 e 1885. A seda, continuou sendo o centro da das relações econômicas Franco-Japonesas até a Primeira Guerra Mundial. Como de 1875, Lyon havia se tornado o centro mundial de  processamento da seda, e Yokohama, tinha-se tornado o centro para o fornecimento de matéria-prima. por Volta de 1870, o Japão produziu cerca de 8.000 toneladas de seda, com Lyon absorvendo metade dessa produção, e 13.000 toneladas em 1910, tornando-se o primeiro produtor mundial de seda, apesar de os Estados Unidos tinham superado a França como primeiro importador Japonês de seda por volta de 1885. As exportações de seda permitiram que o Japão coletar moedas para comprar mercadorias estrangeiras e tecnologias.

### Tecnologias
Em 1870, Henri Pelegrin foi convidado para dirigir a construção do primeiro sistema de iluminação a gás nas ruas de Nihonbashi, Ginza e Yokohama. Em 1872, Paulo Brunat abriu-se o primeiro fabrica moderna de fiar a seda em Tomioka. Três artesãos de tecelagem de Nishijin, um distrito de Quioto, Sakura tsuneshichi, Inoue Ihee e Yoshida Chushichi viajou para Lyon. Eles viajaram de volta para o Japão em 1873, com a importação de um tear de Jacquard. Tomioka tornou-se o primeiro grande fabrica japonesa de fiação de seda, é um exemplo da industrialização do país.

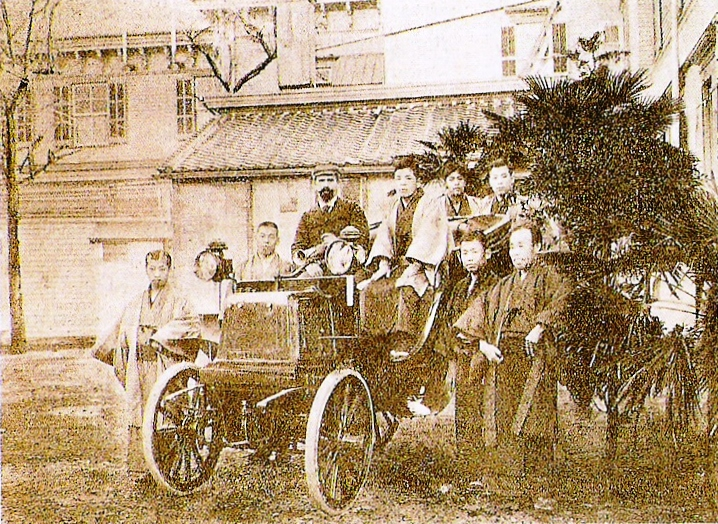
O primeiro automóvel a ser introduzida no Japão, um veículo da marca Panhard-Levassor, em 1898.

A frança foi também altamente considerado para a qualidade do seu sistema Jurídico, e foi usado como um exemplo para estabelecer o código jurídico do país. Georges Bousquet ensinou a lei de 1871 e 1876. O perito judicial Gustave Emile Boissonade foi enviado para o Japão, em 1873, para ajudar a construir um moderno sistema jurídico, e ajudou o país a através de 22 anos.
O japão participou novamente de uma exposição universal, a Exposição Universal de 1878, em Paris. Cada vez que a França era considerada uma área específica de especialização, suas tecnologias eram introduzidas no Japão. Em 1898, o primeiro automóvel foi introduzido no Japão, um francês, um veículo da marca Panhard-Levassor.

### Colaboração Militar

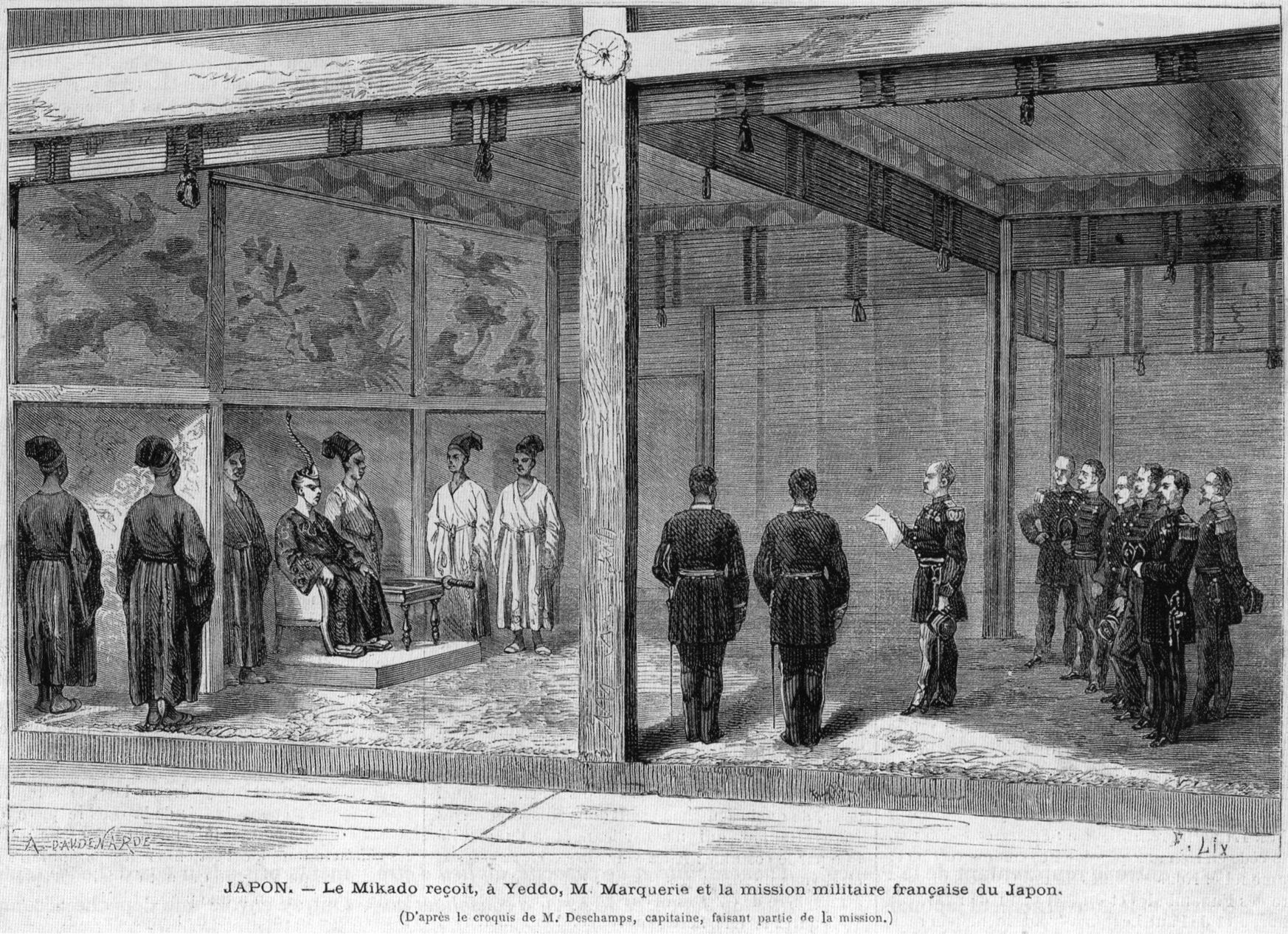
Recepção pelo Imperador Meiji da Segunda Missão Militar francesa para o Japão, 1872.

Apesar da derrota francesa, durante a guerra Franco-Prussiana (1870-1871), a França ainda era considerado como um exemplo, no campo militar, e foi usado como um modelo para o desenvolvimento do Exército Imperial Japonês. Assim em 1872, uma segunda Missão Militar francesa para o Japão (1872-1880) foi convidado, com o objetivo de organizar o exército e o estabelecimento de um sistema educacional militar. A missão estabeleceu a Academia Militar Ichigaya (市ヶ谷陸軍士官校), construído em 1874,  do Ministério da Defesa. Em 1877, modernizou o Exército Imperial Japonês que derrotou o Satsuma rebelião liderada por Saigo Takamori.
Um terceiro Missão Militar francês para o Japão (1884-1889) composto de cinco homens começaram em 1884, mas desta vez, o Japonês também envolveu oficiais alemães para a formação do Pessoal em Geral a partir de 1886 a 1889 (o Divertículo de Missão), embora a formação do resto dos Policiais continuaram na missão francesa. Depois de 1894, o Japão não empregava qualquer instrutor militar estrangeiro, até 1918, quando o país acolheu a quarta Missão Militar francesa para o Japão (1918-1919), com o objetivo de adquirir tecnologias e técnicas na crescente área de aviação militar.

### Formação da Marinha Imperial Japonesa

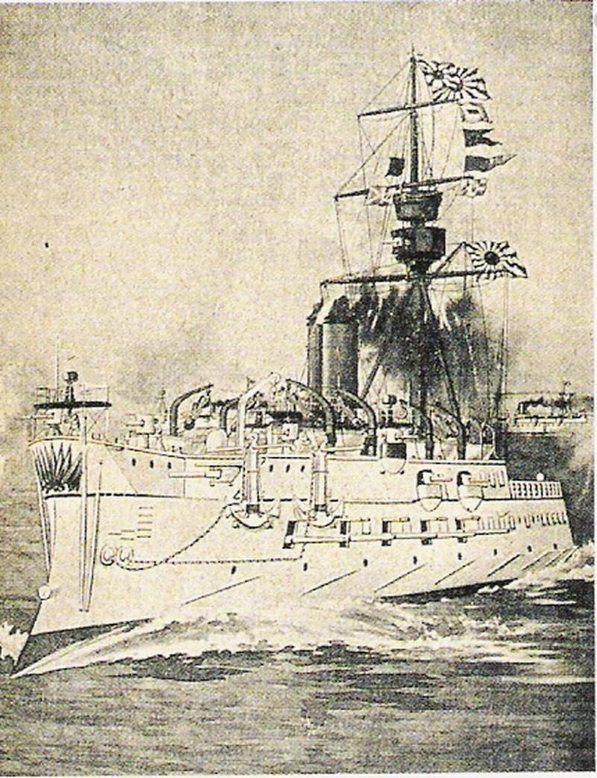
O Bertin projetado francês construído Matsushima, carro-chefe da Marinha Japonesa até o conflito Sino-Japonês.

A Marinha francesa liderada pelo engenheiro Emile Bertin foi convidado para o Japão por quatro anos (de 1886 a 1890), para reforçar a Marinha Imperial Japonesa, e que orientou a construção de arsenais de Kure e Sasebo. Pela primeira vez, com a assistência francesa, os Japoneses foram capazes de construir uma completa frota, alguns deles construídos no Japão, algumas deles na França e alguns outros países Europeus. Os três cruzadores projetado por Emile Bertin (Matsushima, santuário de Itsukushima, e Hashidate) foram equipados com canhões de 12,6 (32 cm), armas extremamente poderosas para seu tempo. Esses esforços contribuíram para a vitória dos Japoneses na Primeira guerra Sino-Japonesa.
Este período também permitiu que o Japão "para abraçar as novas tecnologias revolucionárias incorporadas em torpedos, torpedo-barcos e minas, de que o franceses na época, eram provavelmente os melhores expoentes do mundo".

## Influências Japonesa sobre a França

### Seda tecnologia

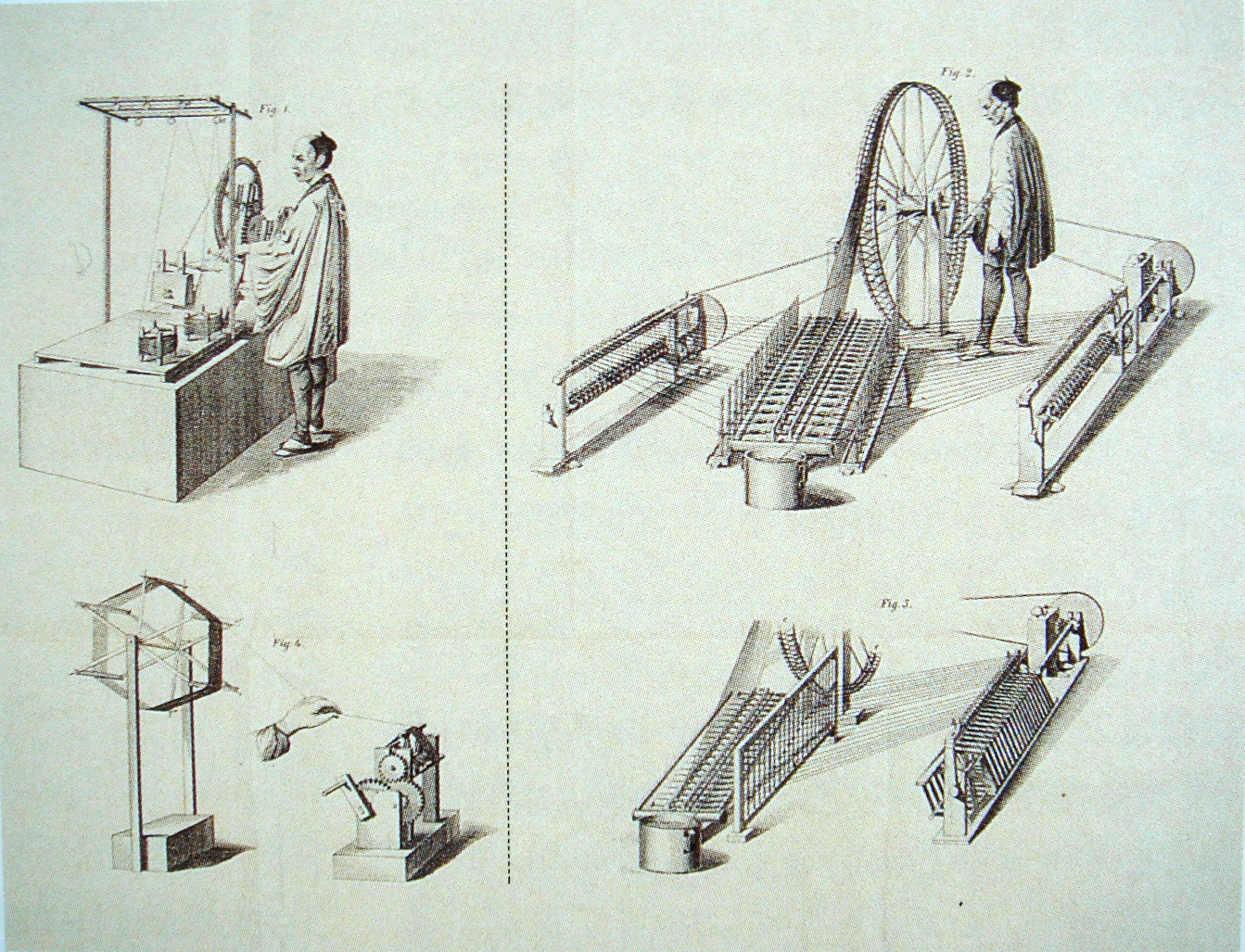
tecnologia da seda no Japão. Em La sericultura, le commerce des soies et des graines et de l'industrie de la soie au Japon, Ernest de Bavier, 1874.

Em um raro caso de "reverse Rangaku" (isto é, a ciência da isolacionista Japão fazendo o seu caminho para o Oeste), um 1803 tratado sobre o aumento do bicho-da-seda e a fabricação de seda, o Secret Notes on Sericulture (養蚕秘録, Yōsan Hiroku) (養蚕秘録 Yōsan Hiroku) foi trazido para a Europa por von Siebold e traduzido para o francês e o italiano, em 1848, contribuindo para o desenvolvimento da industria da seda na Europa.
Em 1868, Léon de Rosny publicou uma tradução de um trabalho Japonês sobre bichos-da-seda: Traité de l'éducation des vers um soie au Japon. Em 1874, Ernest de Bavier publicou um estudo detalhado da seda e da indústria do Japão (La sericultura, le commerce des soies et des graines et de l'industrie de la soie au Japon, 1874).

### Artes
Arte japonesa influenciou de forma decisiva a arte da França, e a arte do Ocidente em geral durante o século XIX. A partir da década de 1860, ukiyo-e,madeira-bloco imprime, tornou-se uma fonte de inspiração para o impressionismo europeu, na França e no resto do Ocidente, e, eventualmente, para a Art Nouveau e o Cubismo. Artistas foram especialmente afetados pela falta de perspectiva e sombra, as áreas planas de cor forte, a liberdade de composição em colocar o tema fora do centro, com sua maioria eixos de baixa diagonal para o fundo.

### Cultura e Literatura

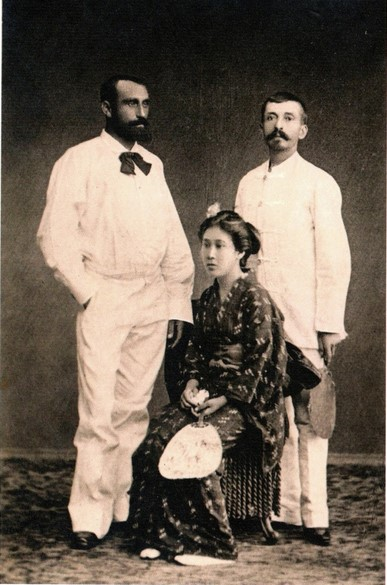
Pierre Loti (à direita) com o "Chrysantheme" e amigo Yves, Japão, 1885.

Como o Japão abriu a influência Ocidental, numerosos viajantes Ocidentais visitaram o país, tendo um grande interesse em artes e cultura. O escritor francês Pierre Loti, escreveu um de seus mais famosos romances de Madame Chrysanthème (1887), com base em seu encontro com uma jovem mulher Japonesa durante um mês, – um precursor para Madame Butterfly e Miss Saigon e de um trabalho que é uma combinação de narrativa e travelog. Outro famoso Francês que visitou o Japão foi Émile Étienne Guimet, que escreveu extensivamente sobre as culturas Asiáticas e o Japão, em particular, e gostaria de criar o Museu Guimet após seu retorno.